# Somain
Somain  est une commune française située dans le département du Nord, en région Hauts-de-France.
L'ancienne commune de Villers-Campeau a été absorbée par Somain en 1947.
Somain, située dans l'ancien bassin minier du Nord-Pas-de-Calais, est connue pour avoir été une grande commune minière, avec les fosses La Renaissance, Saint Louis, Casimir Périer et De Sessevalle ; l'extraction y a cessé en 1970.

## Géographie

### Localisation
Somain est une ville de l'Ostrevent, dans l'ancien bassin minier du Nord-Pas-de-Calais.
La commune est la ville-centre de l'aire d'attraction de Somain et de son bassin de vie, et fait partie de l'unité urbaine de Valenciennes (partie française) et de la zone d'emploi de Douai.

### Communes limitrophes
Les communes limitrophes sont  Abscon, Aniche, Bruille-lez-Marchiennes, Fenain et Rieulay.
| Rieulay                 | Rieulay |        |
| Bruille-lez-Marchiennes | Somain  | Fenain |
| Aniche                  |         | Abscon |

### Géologie et relief
L'altitude de la ville varie entre 16 et 48 mètres. L'altitude la plus basse est trouvée au nord de la ville vers la Scarpe qui passe à Marchiennes, l'altitude la plus élevée peut être trouvée au sud de la ville, sur la route allant vers Bouchain.

### Hydrographie

#### Réseau hydrographique

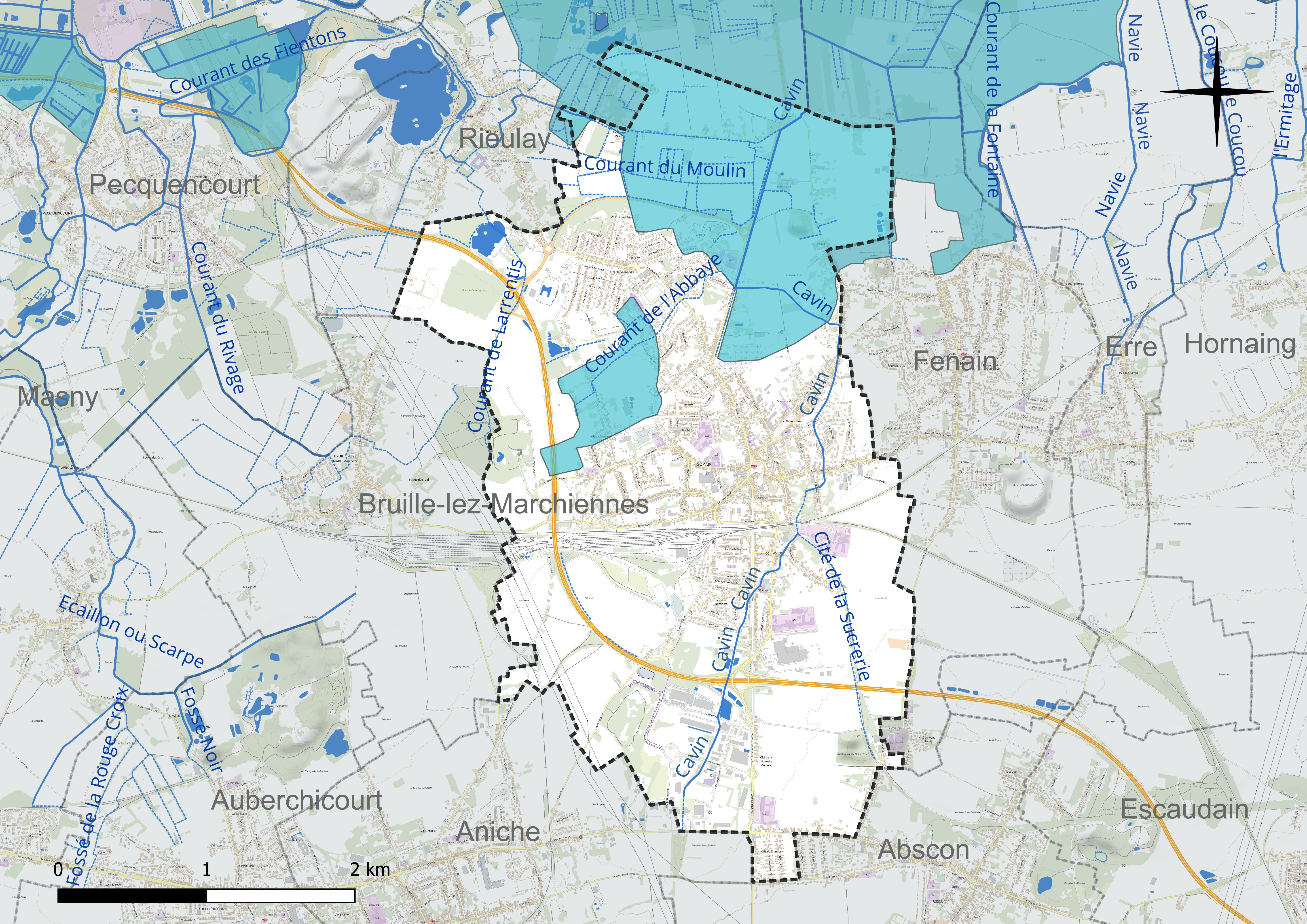
Réseau hydrographique de Somain.

La commune est située dans le bassin Artois-Picardie.
Elle est drainée par le Cavin, le Courant de Larrentis, le Courant de Beaurepaire, la Cité de la Sucrerie, le Courant de l'abbaye, le Courant du Moulin et divers autres petits cours d'eau,.

#### Gestion et qualité des eaux
Le territoire communal est couvert par le schéma d'aménagement et de gestion des eaux (SAGE) « Scarpe aval ». Ce document de planification concerne un territoire de 624 km2 de superficie, délimité par le bassin versant de la Scarpe aval, comprenant la Pévèle, la plaine de la Scarpe et le bassin minier avec l'Ostrevent. Le périmètre a été arrêté le 18 mars 1997 et le SAGE proprement dit a été approuvé le 12 mars 2009, puis révisé le 5 juillet 2021. La structure porteuse de l'élaboration et de la mise en œuvre est le parc naturel régional Scarpe-Escaut.
La qualité des cours d'eau peut être consultée sur un site dédié géré par les agences de l'eau et l'Agence française pour la biodiversité.

### Climat
Pour des articles plus généraux, voir Climat des Hauts-de-France et Climat du Nord.
En 2010, le climat de la commune est de type climat océanique dégradé des plaines du Centre et du Nord, selon une étude du CNRS s'appuyant sur une série de données couvrant la période 1971-2000. En 2020, Météo-France publie une typologie des climats de la France métropolitaine dans laquelle la commune est exposée à un climat océanique et est dans la région climatique Nord-est du bassin Parisien, caractérisée par un ensoleillement médiocre, une pluviométrie moyenne régulièrement répartie au cours de l'année et un hiver froid (3 °C).
Pour la période 1971-2000, la température annuelle moyenne est de 10,6 °C, avec une amplitude thermique annuelle de 14,6 °C. Le cumul annuel moyen de précipitations est de 698 mm, avec 12,1 jours de précipitations en janvier et 9 jours en juillet. Pour la période 1991-2020, la température moyenne annuelle observée sur la station météorologique la plus proche, située sur la commune de Douai à 14 km à vol d'oiseau, est de 11,0 °C et le cumul annuel moyen de précipitations est de 729,2 mm,. Pour l'avenir, les paramètres climatiques de la commune estimés pour 2050 selon différents scénarios d'émission de gaz à effet de serre sont consultables sur un site dédié publié par Météo-France en novembre 2022.

## Urbanisme

### Typologie
Au 1er janvier 2024, Somain est catégorisée centre urbain intermédiaire, selon la nouvelle grille communale de densité à sept niveaux définie par l'Insee en 2022.
Elle appartient à l'unité urbaine de Valenciennes (partie française), une agglomération internationale regroupant 56  communes, dont elle est une commune de la banlieue,,.
Par ailleurs la commune fait partie de l'aire d'attraction de Somain, dont elle est la commune-centre,. Cette aire, qui regroupe 5 communes, est catégorisée dans les aires de moins de 50 000 habitants,.

### Occupation des sols

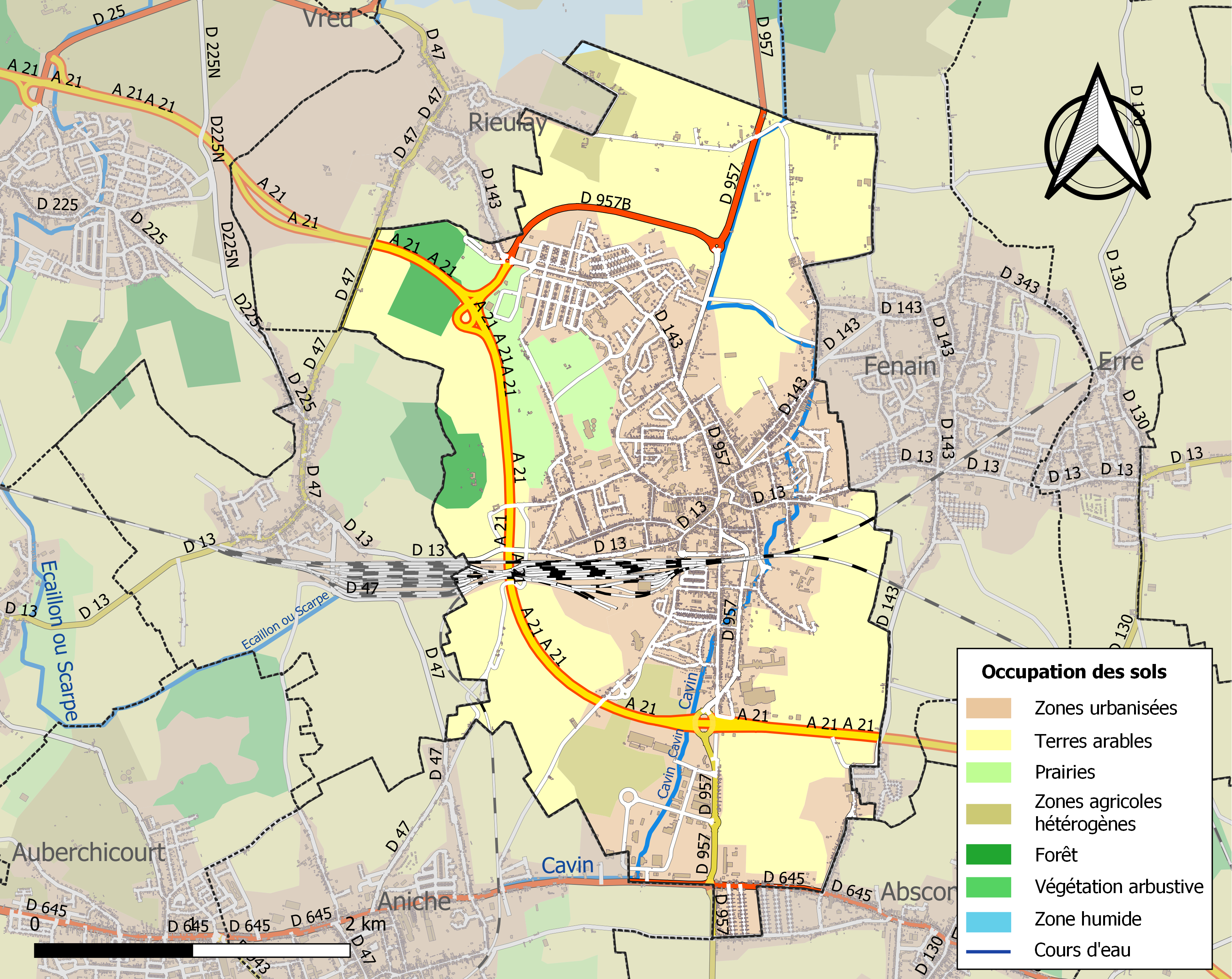
Carte des infrastructures et de l'occupation des sols de la commune en 2018 (CLC).

L'occupation des sols de la commune, telle qu'elle ressort de la base de données européenne d'occupation biophysique des sols Corine Land Cover (CLC), est marquée par l'importance des territoires agricoles (53,5 % en 2018), en diminution par rapport à 1990 (54,4 %).
La répartition détaillée en 2018 est la suivante :  terres arables (43,8 %), zones urbanisées (33,5 %), zones industrielles ou commerciales et réseaux de communication (9,9 %), prairies (5,3 %), zones agricoles hétérogènes (4,4 %), forêts (3 %), zones humides intérieures (0,1 %).
L'évolution de l'occupation des sols de la commune et de ses infrastructures peut être observée sur les différentes représentations cartographiques du territoire : la carte de Cassini (XVIIIe siècle), la carte d'état-major (1820-1866) et les cartes ou photos aériennes de l'IGN pour la période actuelle (1950 à aujourd'hui).

### Habitat et logement
En 2021, le nombre total de logements dans la commune était de 5 531, alors qu'il était de 5 491 en 2016 et de 5 232 en 2011.
Parmi ces logements, 91,1 % étaient des résidences principales, 1,3 % des résidences secondaires et 7,6 % des logements vacants. Ces logements étaient pour 84,2 % d'entre eux des maisons individuelles et pour 13,9 % des appartements.
Le tableau ci-dessous présente la typologie des logements à Somain en 2021 en comparaison avec celle du Nord et de la France entière. Une caractéristique marquante du parc de logements est ainsi la faible proportion des résidences secondaires et logements occasionnels (1,3 %) par rapport au département (1,8 %) et à la France entière (9,7 %).
| Typologie                                               | Somain | Nord | France entière |
| ------------------------------------------------------- | ------ | ---- | -------------- |
| Résidences principales (en %)                           | 91,1   | 90,9 | 82,2           |
| Résidences secondaires et logements occasionnels (en %) | 1,3    | 1,8  | 9,7            |
| Logements vacants (en %)                                | 7,6    | 7,4  | 8,1            |

### Voies de communication et transports

#### Voies de communication
Somain est desservie par l'autoroute A21 grâce aux sorties 27 et 28.

#### Transports en commun

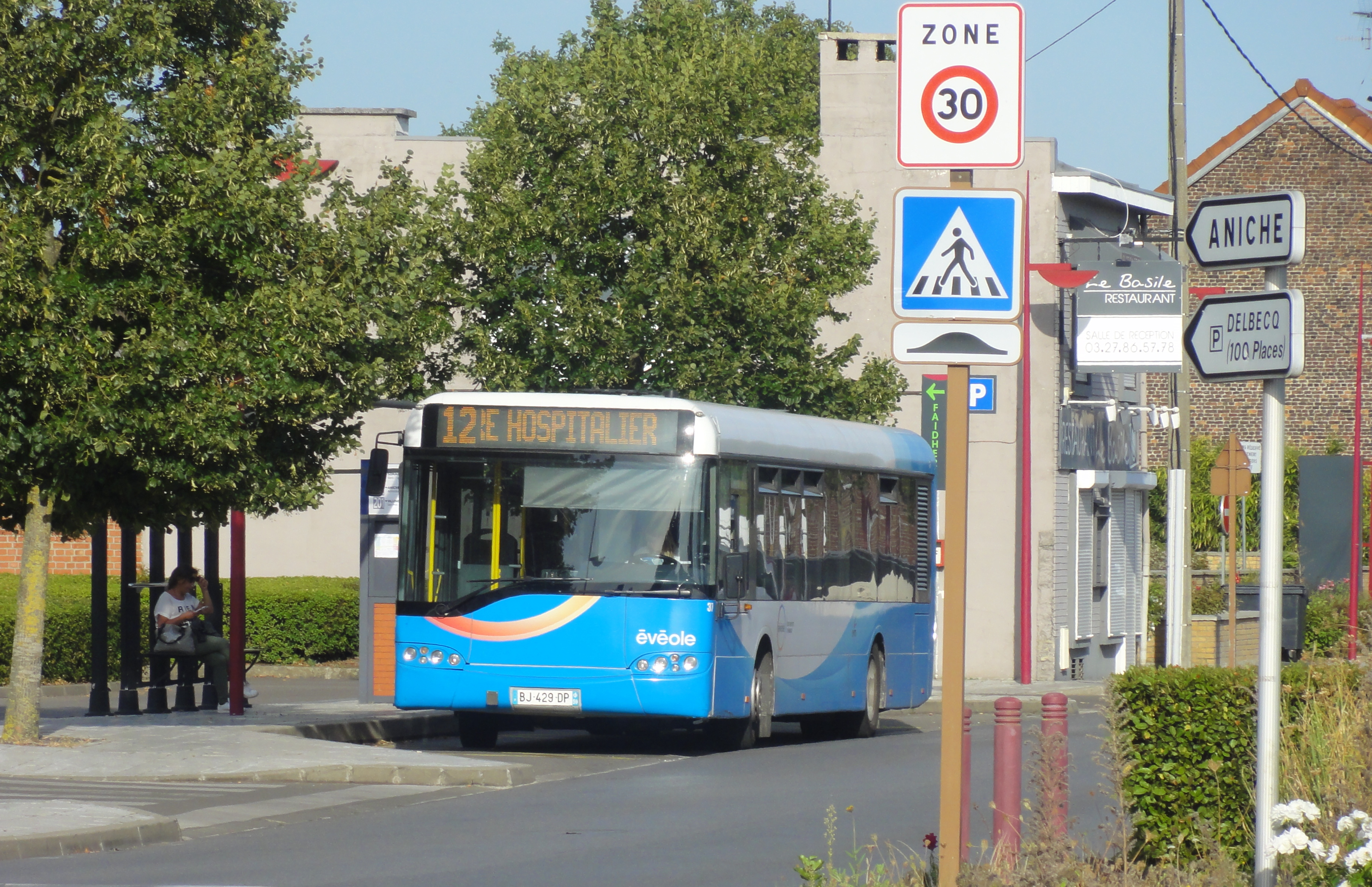
Un bus Évéole de la ligne 12, le 2 septembre 2019.

Somain est un important nœud ferroviaire disposant notamment d'une gare de triage. La gare est desservie par des trains TER Hauts-de-France, qui effectuent des missions entre les gares de Lille-Flandres et de Saint-Quentin, ou de Douai et de Valenciennes
Depuis le 2 septembre 2019, les autobus du réseau de transport douaisien Évéole desservent Somain avec les lignes 12, 18, 19 et 20.
Les lignes 811 et 851 du réseau interurbain Arc-en-Ciel desservent également la commune.

### Énergie
Un projet de centrale solaire photovoltaïque est présenté au début des années 2020.

## Toponymie
Le nom de Somain fait penser aux fêtes de Samain chez les celtes.
Summinium cortis, 867. testament du comte Everard (Fl.Vander Haer; qui dit par erreur 837). Fiscum nomin Sominium in pago Hostrewant situm, 868. Testament de Giséle. Sumen, 1079. Titre de fond. l'Abbaye d'Anchin (Escallier). Villade Summeing, ville de Soumaing, Sommaing, 1219. Titre de Cysoing (Le Glay).

### Renommage de rues
La rue Adophe-Thiers devient rue Paul-Vaillant-Couturier, la rue de Villers rue Anatole-France, l'avenue Henri-Narcisse-Dransart l'avenue Bettine, la rue de Bouchain la rue de la République, la rue Babette une portion de la rue Léon-Gambetta,,.
À la Libération, la rue Marie-François-Sadi-Carnot ainsi que la rue Sainte-Anne deviennent rue Suzanne-Lanoy,. La rue de Douai devient la rue Edmond-Simon, la rue de Bruille la rue Pierre-Semard, la rue d'Abscon la rue Joseph-Bouliez,. Le boulevard André-Maginot devient boulevard Louise-Michel.
Le 8 mai 1963, la route traversant la cité des Cheminots et menant à Aniche, appelée rue d'Aniche, devient la rue André-Denimal, résistant mort le 20 avril 1945 au camp de concentration de Dachau.
Le 18 janvier 1987, le même jour que l'inauguration de l'école maternelle Elsa-Triolet dans le quartier De Sessevalle, la route de Rieulay est rebaptisée rue Achille-Andris, du nom de cet adjoint au maire mort le 18 juillet 1985, Là où des corons ont été bâtis, la rue avait porté le nom d'allée E.
En 1989, dans la cité du Chauffour, tout au sud de la commune, la rue de la Meuse est devenue la rue Léon-Delfosse, secrétaire général de la Fédération nationale des travailleurs du sous-sol et maire de Libercourt et la rue de l'Ourcq est devenue rue Ambroise-Croizat. Dans la cité de la Sucrerie, sise au sud de la gare, l'allée B est devenue rue Maurice-Thorez, l'année C rue Marcel-Cachin, l'allée D rue Grégoire-Leleux, conseiller général du canton de Marchiennes de 1951 à sa mort en décembre 1970 et maire de la commune voisine de Fenain de mai 1947 à sa mort, et l'allée E rue Édouard-Gaillard, conseiller général de ce même canton de 1945 à sa démission d'office en 1951.

## Histoire

### Antiquité
Un trésor monétaire gallo-romain est découvert en 1894.

### Moyen Âge
Somain était au IXe siècle un fisc impérial c'est-à-dire un domaine direct du Prince, donné à la princesse Gisèle, fille de Louis le Pieux lors de son mariage avec le comte Evrard de Frioul. La princesse Gisèle y fonda une chapelle qui fut transformée en prieuré.
En 867, ces saints époux fondent l'abbaye Saint-Calixte de Cysoing et attribuent Somain à leur troisième fils Adalard. À la suite du décès du comte Evrard de Frioul, le roi Charles le Chauve rend les fiscs de Cysoing et Somain à sa sœur Gisèle.
En 868, la princesse Gisèle confirme la propriété à son fils Adalard à condition qu'à sa mort le village reviendrait à l'abbaye Saint-Calixte de Cysoing. C'est ainsi que jusqu'à la Révolution, Somain fut la propriété de l'abbaye Saint-Calixte de Cysoing.
En 1079, les fils de Godefroid le Roux de Saint-Pol qui eut un alleu à Somain en font don à l'abbaye d'Anchin.
Le 26 avril 1176, il est évoqué du bois de Somain dans un diplôme de Philippe d'Alsace, comte de Flandre, en faveur de l'abbaye de Marchiennes.
Le 10 janvier 1179, une bulle du pape Alexandre III confirme la possession de Somain aux religieux de Cysoing depuis l'église, la dime, les terrages, les hôtes et la manse ou manoir seigneurial.
En 1219, Baudouin comte de Flandre et de Hainaut octroie au chevalier Pierre de Douai l'avouerie de Somain. Pierre de Douai consigne par écrit ses droits et devoirs affectant l'avouerie et cette charte devient la Loi de Somain.

### Temps modernes

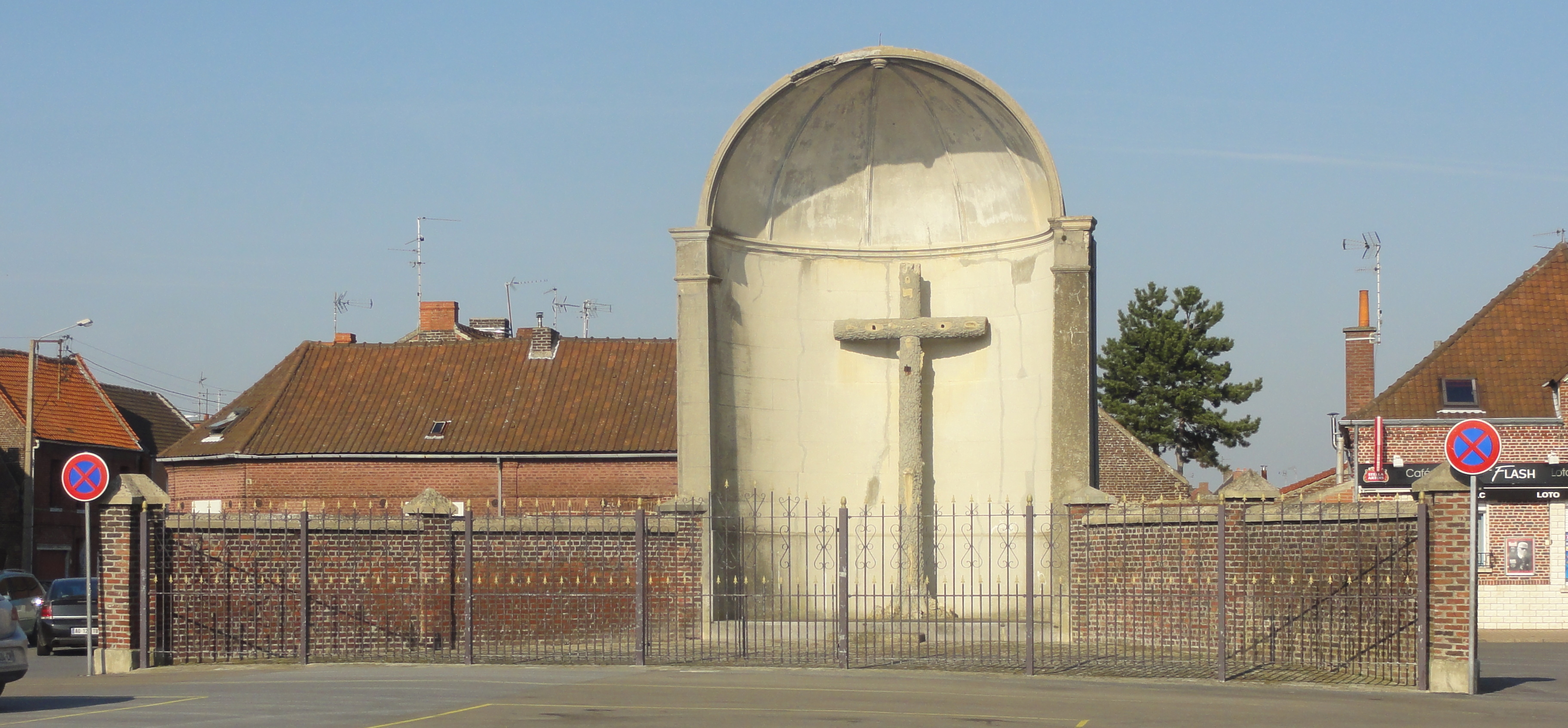
Le calvaire du Maraiscaux.

En octobre 1521, le duc de Vendôme arrive à Somain avec l'arrière-garde de l'armée française pour secourir Tournai. La Scarpe étant en crue à Marchiennes, il rebrousse chemin après six jours d'attente.
Des halles sont construites à l'angle des actuelles rues Louis-Pasteur et Paul-Vaillant-Couturier, elles sont rénovées en 1822, endommagées en 1944 puis reconstruites presque en face.
En 1712, lors de la bataille de Denain, des alliés hollando-anglo-saxons sont retranchés à Somain pour les troupes que commandait le brigadier de Berkoffer. Ils étaient établis au Prétolu et à Beaurepaire ; après la déroute de la bataille, ces soldats se retirèrent à Marchiennes.
Le calvaire du Maraiscaux a été construit en 1782, à l'occasion d'une mission. Il fait plus tard l'objet d'une reconstruction.

### Révolution française et Empire
En 1789, construction de l'église de Somain[réf. nécessaire].
La commune, instituée par la Révolution française, absorde dès les années 1795-1800 celle de Villers-au-Bois.

### Époque contemporaine
En 1839 est ouverte la fosse La Renaissance au Sud de la ville, en 1843, un second puits nommé Saint-Louis est ouvert quelques centaines de mètres plus au Sud. En 1847, sur le territoire d'Aniche, à quelques mètres des limites de Somain est ouvert le puits Fénelon. Le puits La Renaissance fermera en 1890, Saint-Louis et Fénelon en 1925.
Le train arrive et la gare de Somain est établie en 1846 par la compagnie du chemin de fer du Nord. Sur le territoire de Villers-Campeau est établie la halte des voyageurs Saint-Braïou juste à l'ouest du pont de Traisnel. Progressivement, la gare devient le cœur d'une petite étoile ferroviaire.

Le cadastre napoléonien de 1858
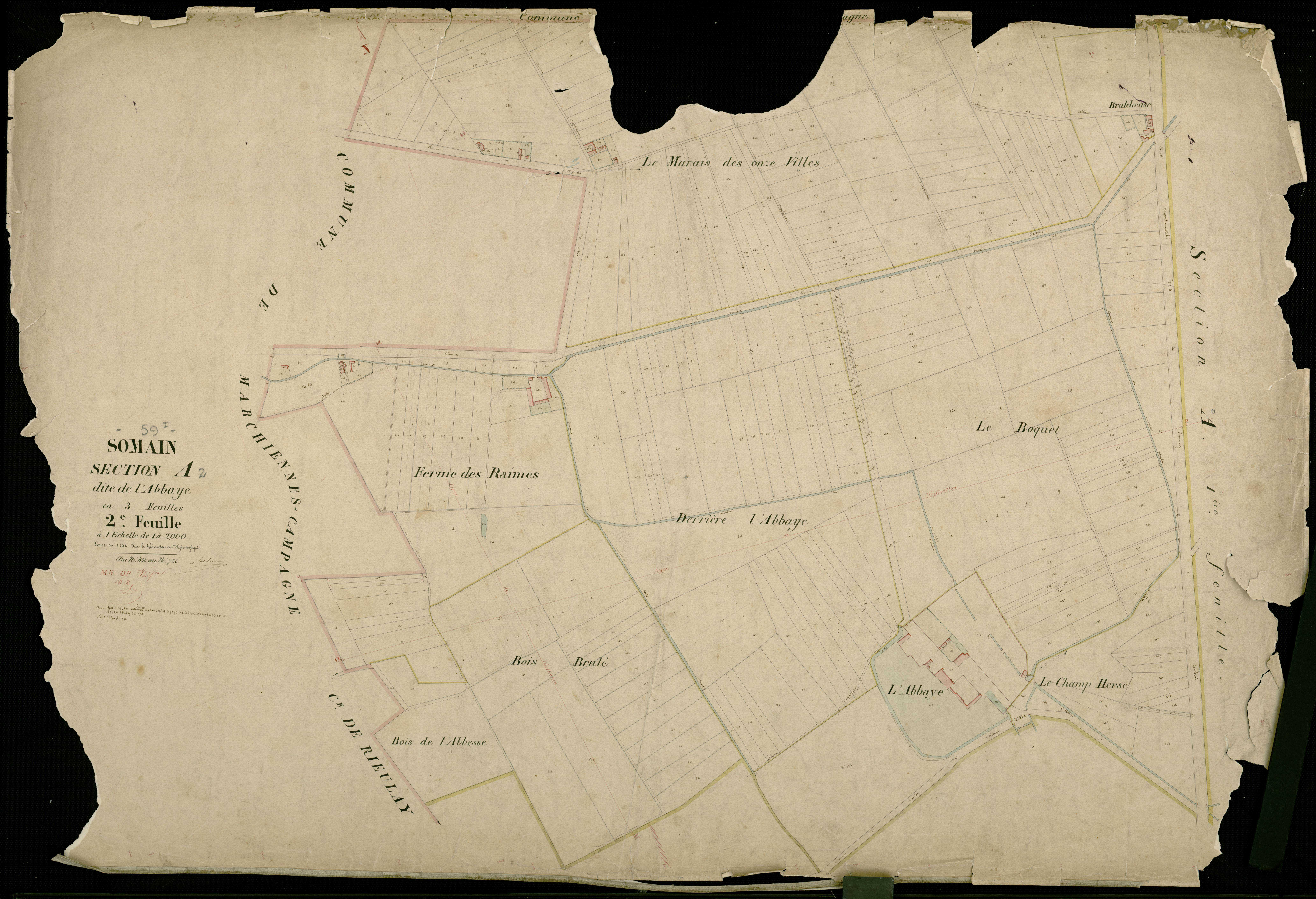
Extrême nord.
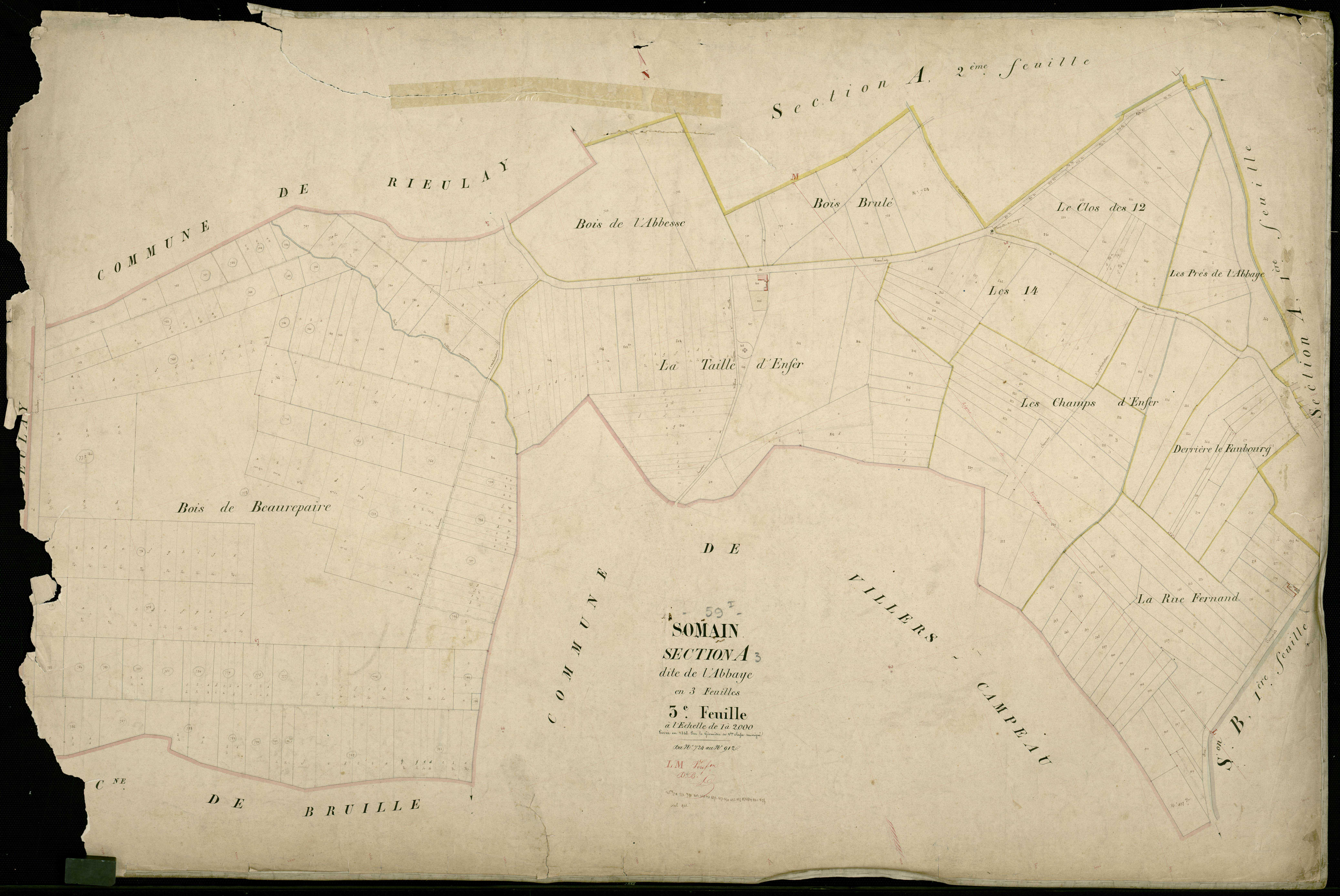
Nord.
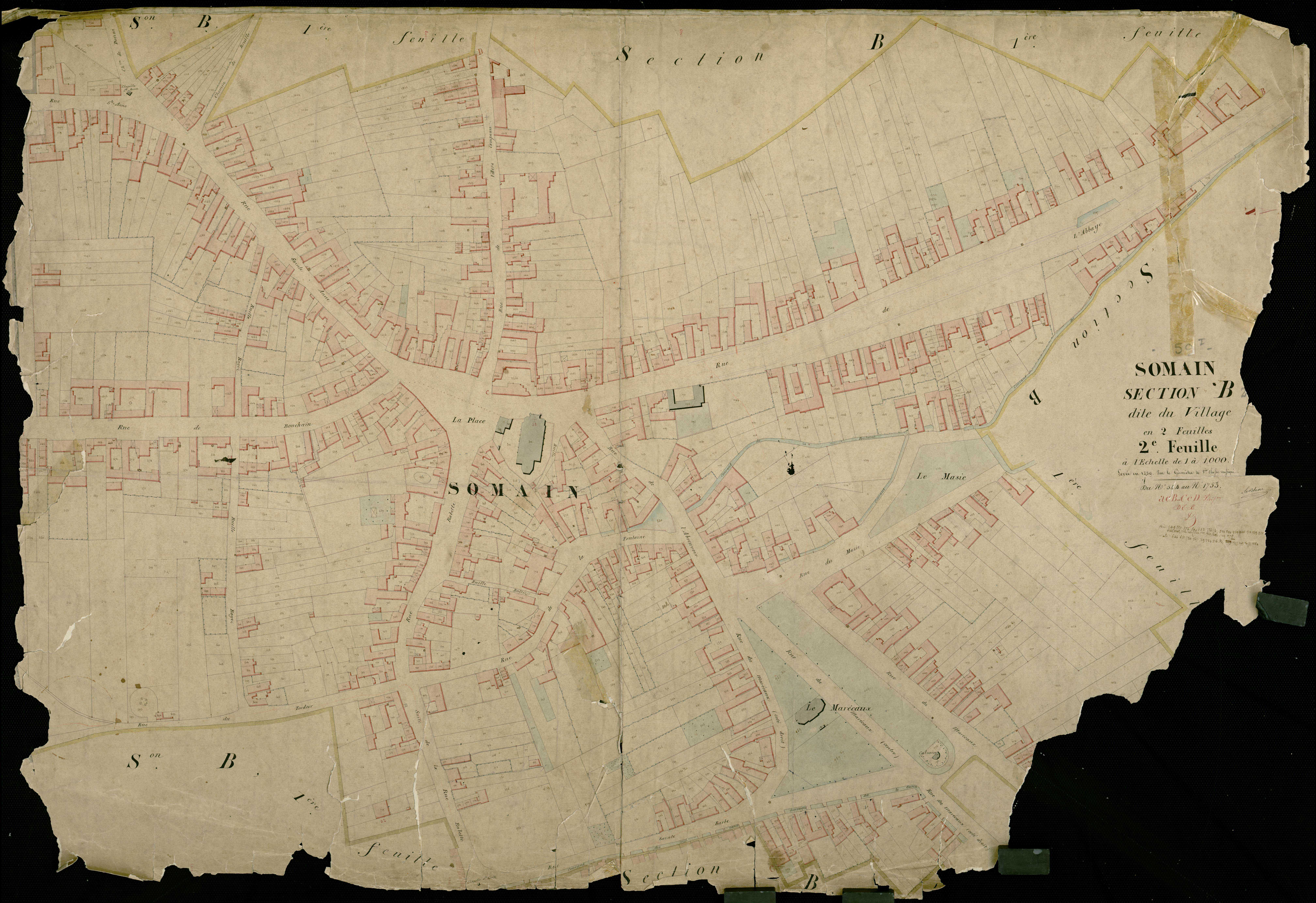
Centre-ville.
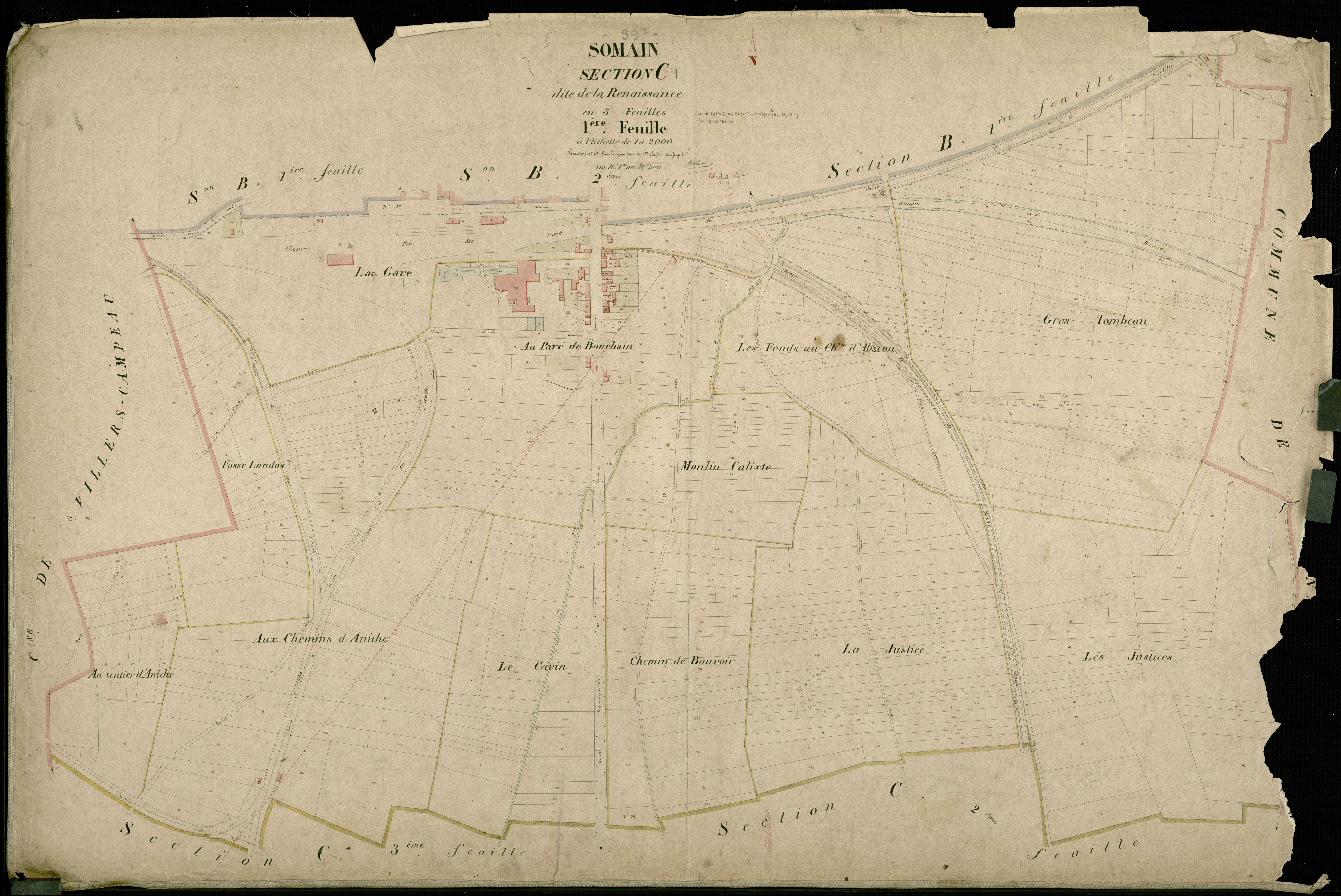
Sud.
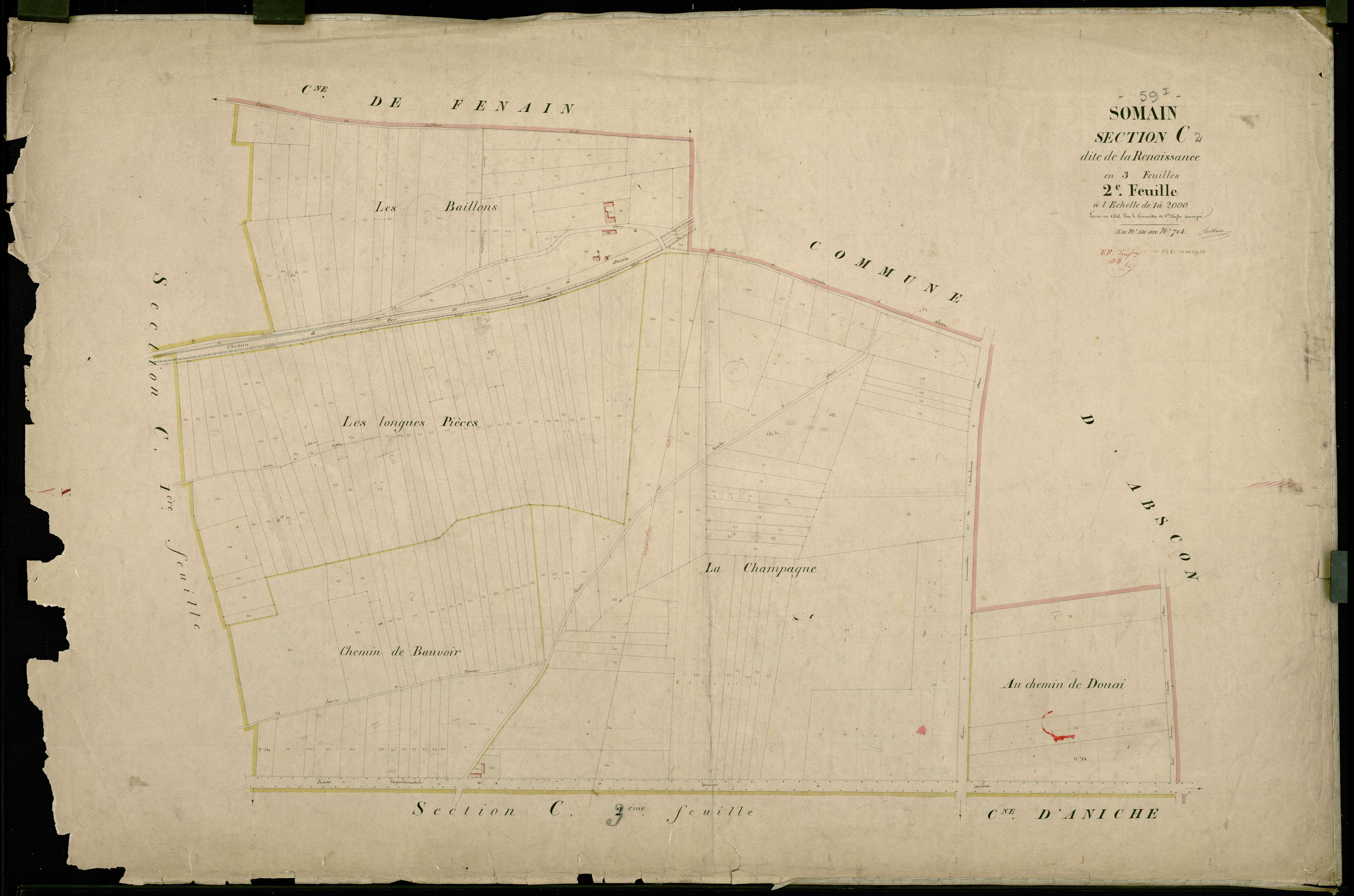
Extrême sud-est.
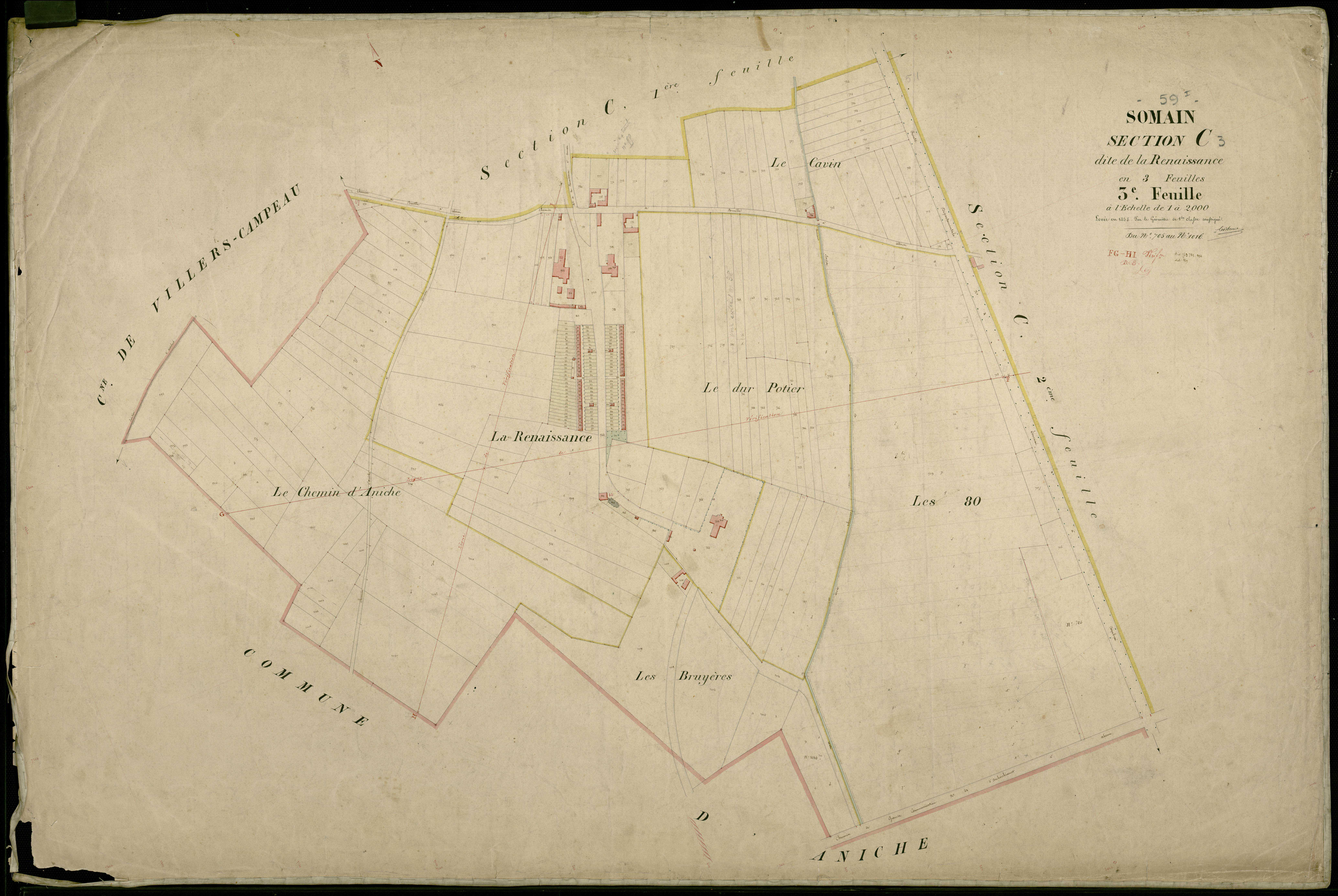
Extrême sud-ouest.

En 1856, la Compagnie des mines d'Anzin ouvre la fosse Casimir-Perier au sud-est de la ville, près des limites avec les communes de Fenain et Abscon. C'est la fosse la plus occidentale de la compagnie. Mise en communication avec la fosse Saint-Mark, la fosse cesse d'extraire en novembre 1935 et sert alors de puits de service (aérage et circulation du personnel) pour Saint-Mark à Escaudain. La production totale de cette fosse est de 7 836 000 tonnes de charbon gras et demi-gras. L'exploitation cesse en 1968, date à laquelle ferme la fosse Saint-Mark. Le puits est remblayé en 1969 et le chevalement abattu.

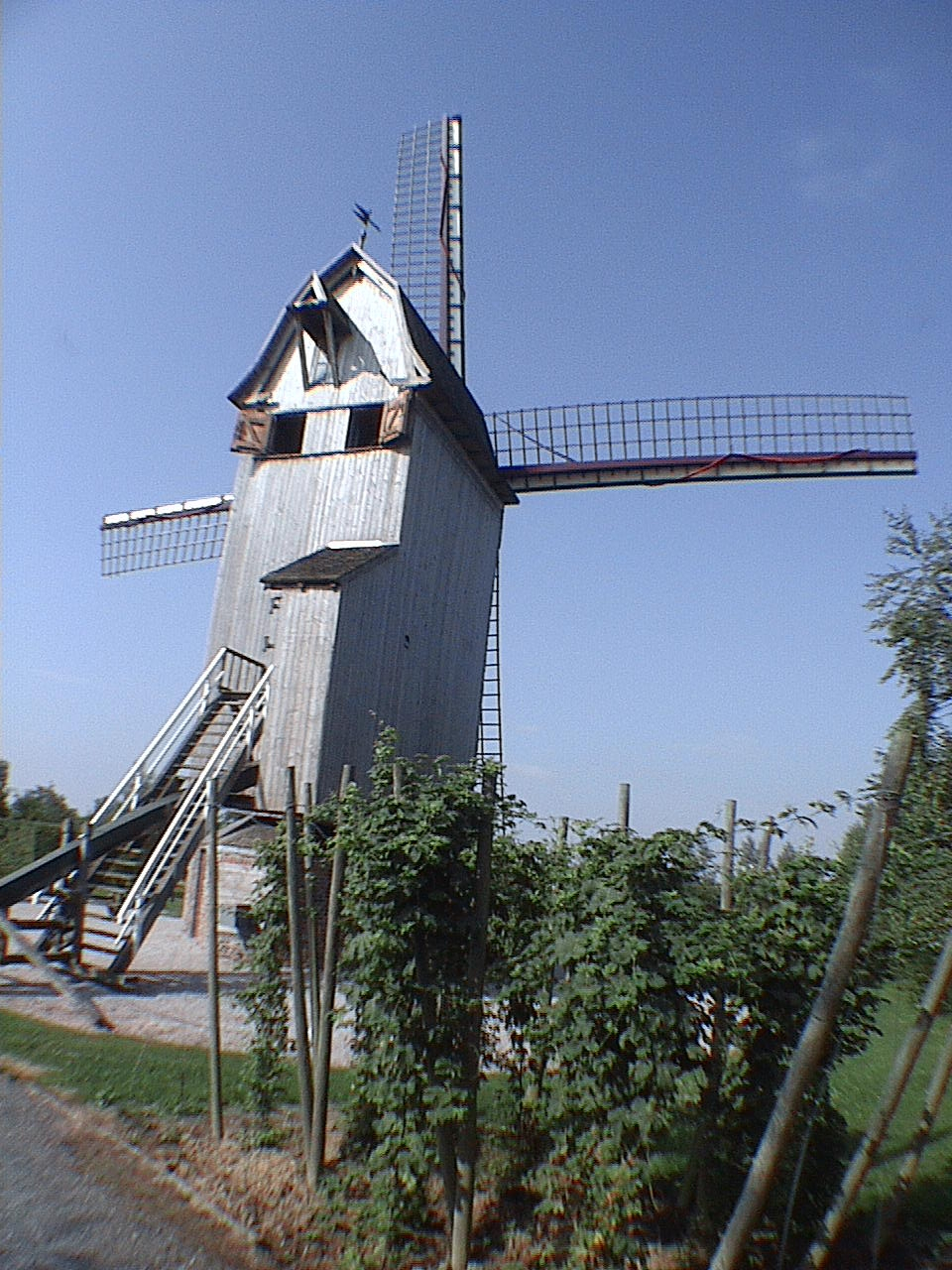
L'ancien Tordoir de Somain, maintenant Drievenmeulen à Steenvoorde.

Une première mairie est détruite en 1835, elle était située sur la grand place entre ce que sont devenus le cinéma Union et Solidarité et la pâtisserie Saint-Michel. Une deuxième mairie est bâtie en 1837, elle possède alors deux lanternes et trente-et-un becs de gaz. Elle est incendiée par les Allemands le 24 août 1914.
Une école ménagère est construite en 1892.
En 1900, le Tordoir de Somain, un moulin à huile construit en 1774 actuelle rue Joseph-Bouliez, est transporté par triqueballe et réinstallé à Steenvoorde. Il est inscrit sur la liste des monuments historiques le 24 octobre 1977
Le 28 novembre 1900, 21 ouvriers sont tués par l'explosion de 148 kg de dynamite à la fosse Fénelon de la Compagnie des mines d'Aniche. C'est la catastrophe d'Aniche. Somain enterrera le plus grand nombre de victimes.
En 1901, la Compagnie des mines d'Aniche inaugure au nord de Somain le premier puits de la fosse De Sessevalle. Un second ouvre en 1906. Une voie ferrée est créée afin de relier le siège au triage de Somain, la gare de triage de Somain fut la première de France[pas clair]. La fosse ferme en 1970.

Somain au tout début du XXe siècle
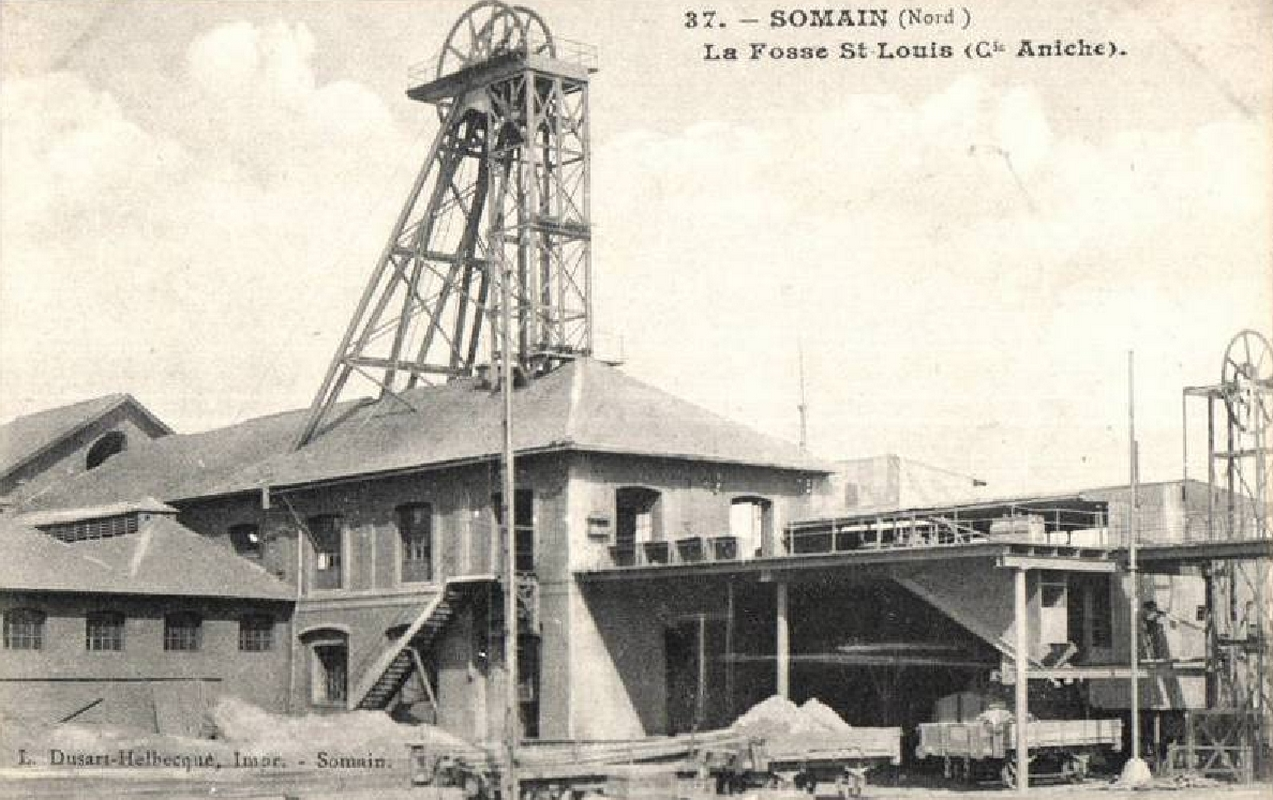
La fosse Saint-Louis.
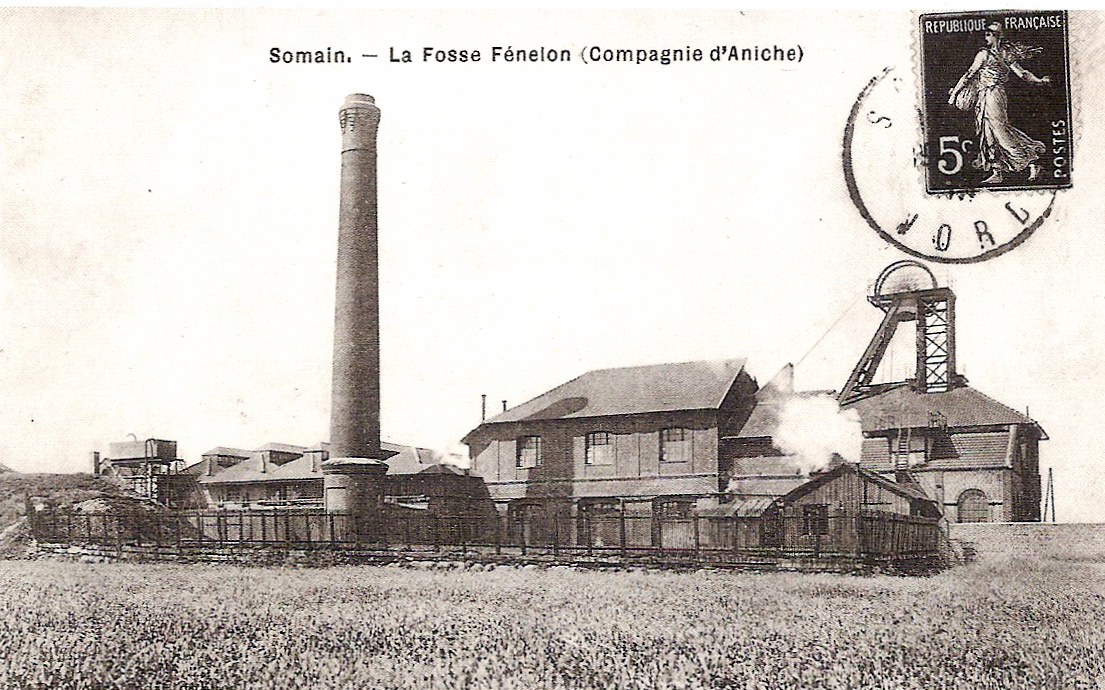
La fosse Fénelon, sise sur Aniche à quelques dizaines de mètres du finage de Somain.
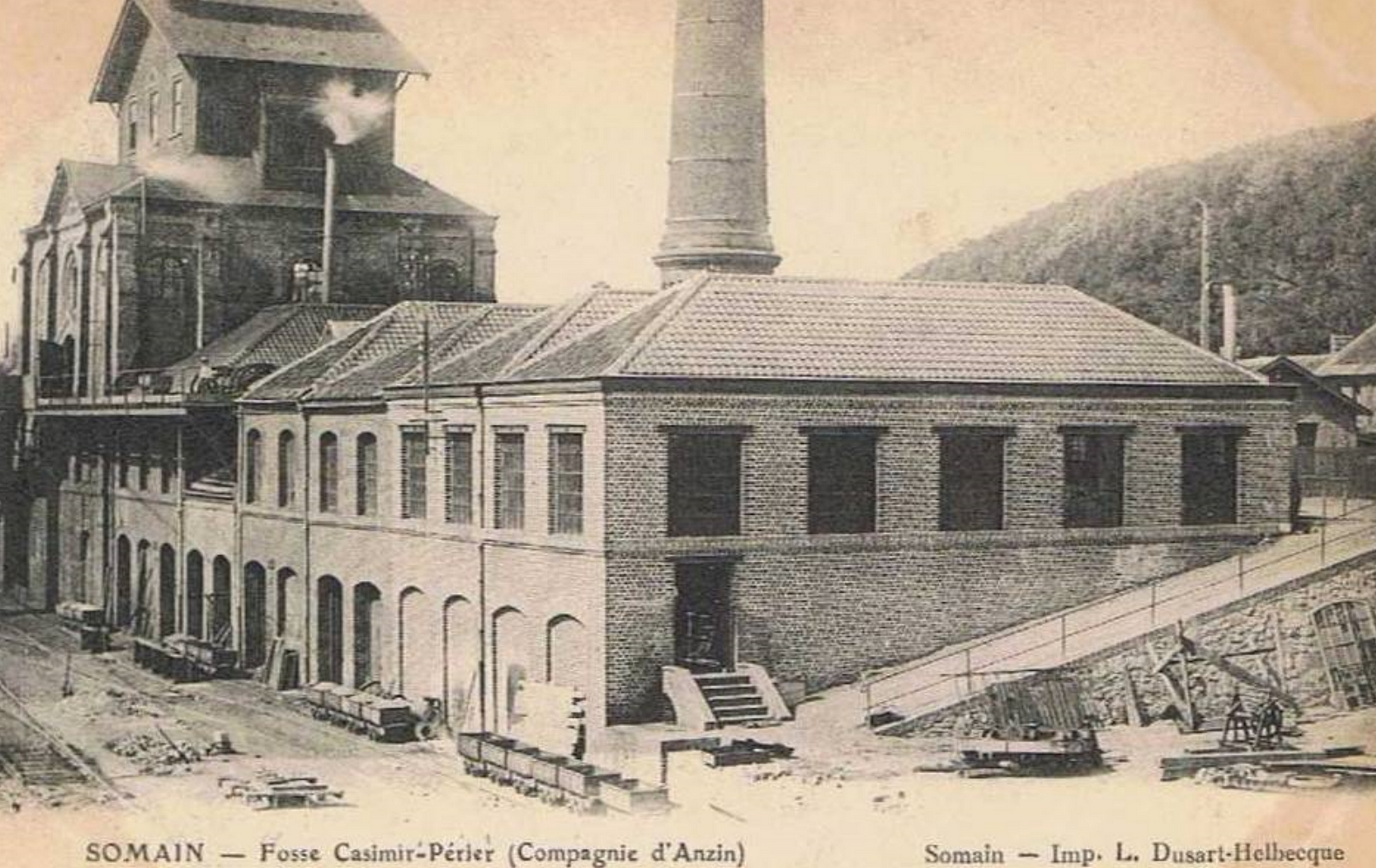
La fosse Casimir-Perier.
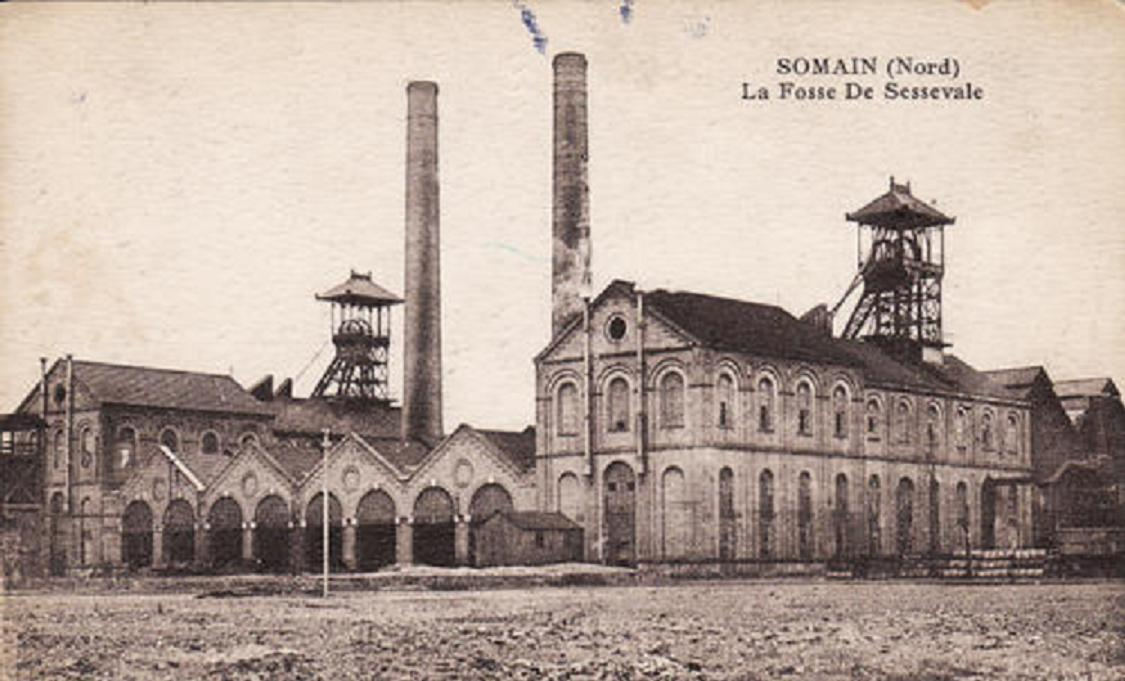
La fosse De Sessevalle.
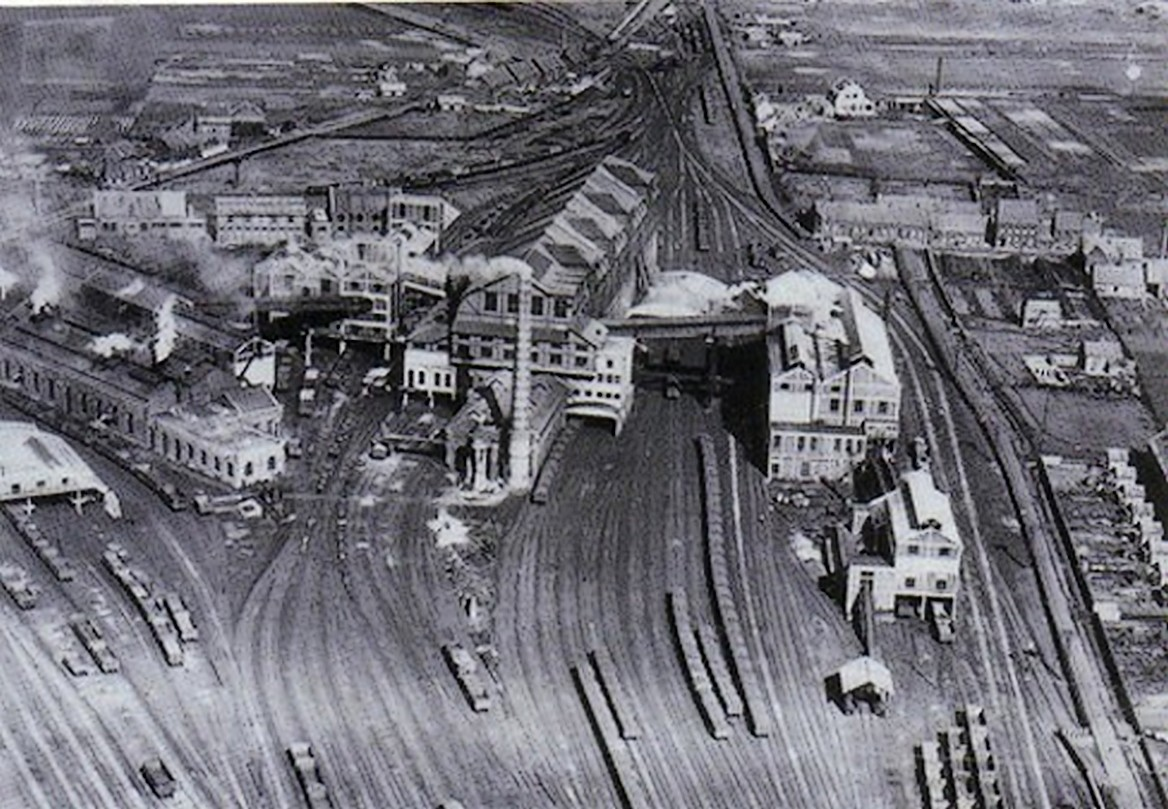
Les usines de la Briquetterie.
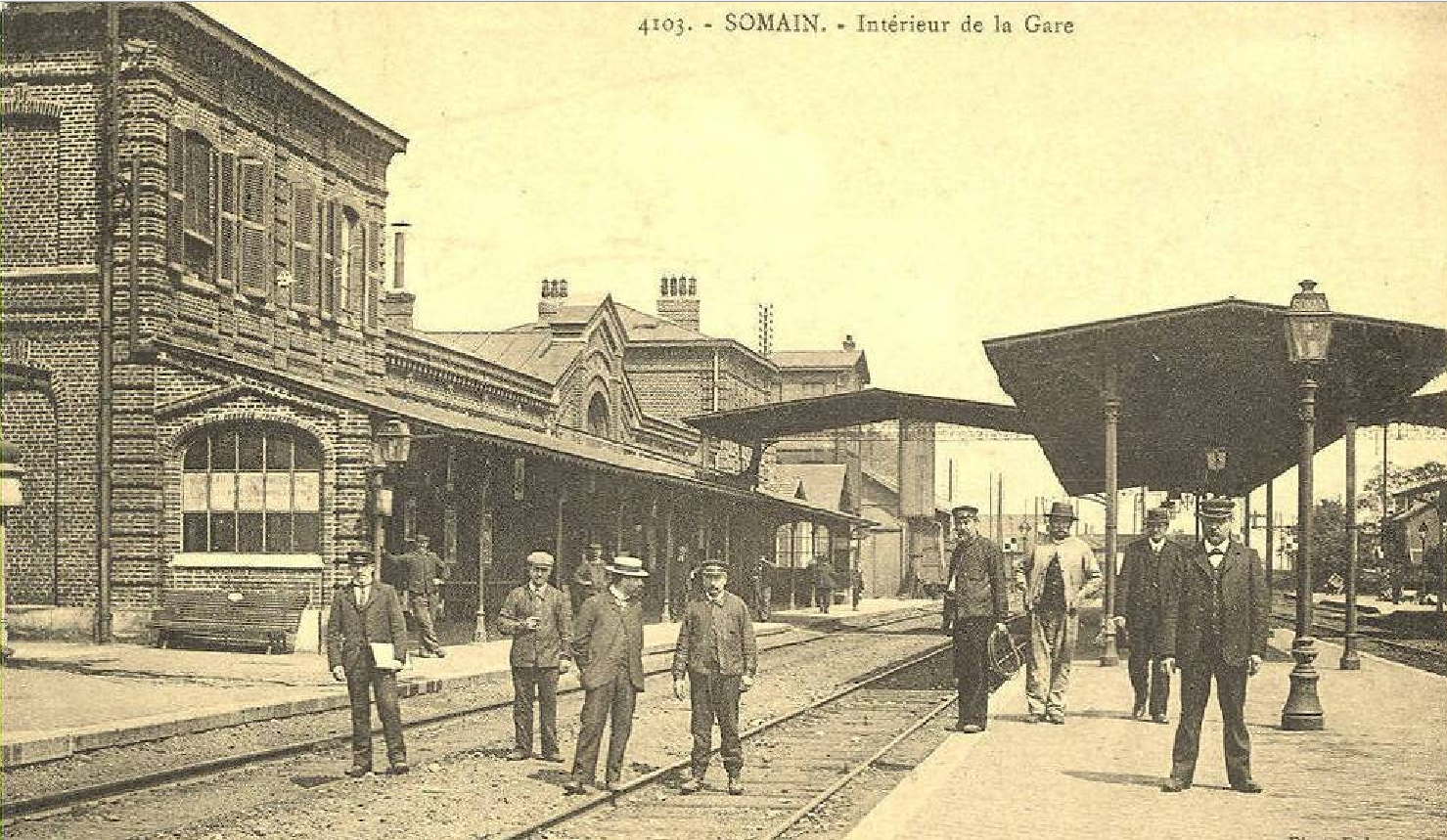
La gare en 1928.

En 1935, le boulevard Louise-Michel, l'hôpital et le château d'eau sont inaugurés. À cette occasion, trois tableaux de grande taille les représentant réalisés par l'artiste Victor Hugo sont disposés sur la façade du premier étage de la mairie.

#### Seconde Guerre mondiale
Le 29 avril 1944, un bombardement anglais tue 60 personnes. L'église ne pouvant accueillir la cérémonie, leurs funérailles ont lieu sur la place du Maraiscaux le 4 mai pour quarante-sept d'entre elles.
Le 11 août 1944 un bombardement anglais tue vingt-huit personnes à Somain, 6 200 impacts de bombes sont relevés sur Somain. Le bombardier Handley Page Halifax immatriculé LW588 est touché par des bombes amies, près de la gare de Somain. Ses débris s'éparpillent aux alentours en direction d'Aniche. Son équipage, d'une moyenne d'âge de vingt-ans, est tué. Robert Anthony Garret, Thomas Shaftesbury Cumbor, Ernest Willam Royal, Clifford Oliver Victor Hunt, Éric Ahmed Osman, Henri Brawn et Albert Leame sont enterrés au cimetière Saint-Roch de Valenciennes. Des habitations sont reconstruites après la guerre par des architectes comme Jean Renodeyn, Henri Peckre et Edmond Lancelle.
Somain possédait aussi des immenses usines où se trouve maintenant la zone industrielle La Renaissance.
La commune est libérée le 2 septembre 1944. La croix de guerre 1939-1945 avec étoile vermeil est remise à la ville des mains du général Marie-Antoine Poydenor le 14 mai 1950.

#### L'après-guerre et la fin de l'activité minière

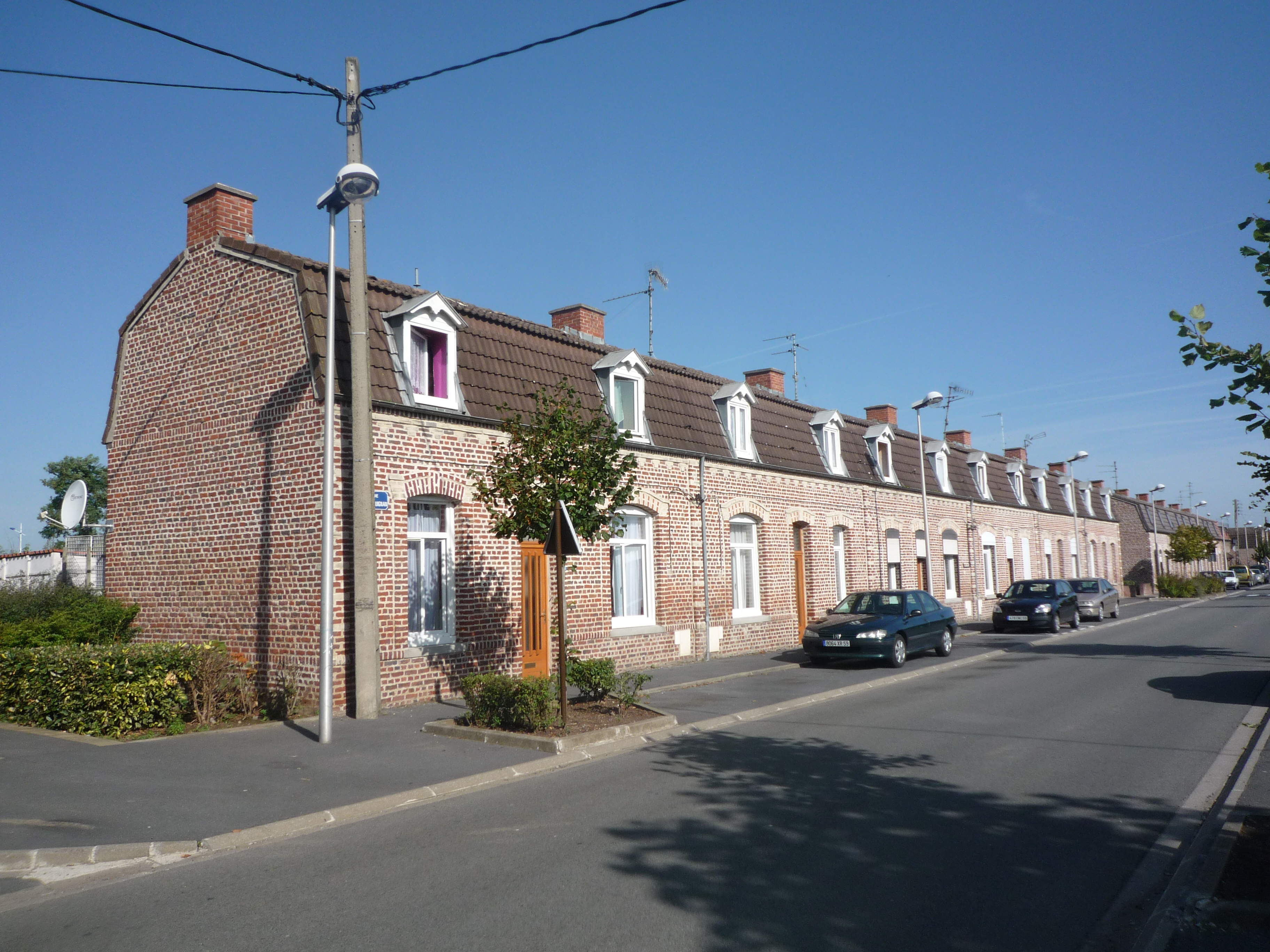
Des corons de la cité de Sessevalle.

En 1947, Somain absorbe la commune de Villers-Campeau
La fermeture de la fosse De Sessevalle en 1970 marque la fin de l'extraction charbonnière sur Somain.
La maternité ferme le 24 décembre 1993 à la suite d'un manque de naissances en ces murs (moins de 400 naissances par an).
Signe de l'appauvrissement de la ville, celle-ci intègre un quartier prioritaire depuis 2015, qui regroupe les cités de Sessevalle et du Moulin. Il compte près de 1 400 habitants en 2020, plus de 10 % des habitants de la ville, avec un taux de pauvreté de 45 %.

## Politique et administration

### Rattachements administratifs et électoraux

#### Rattachements administratifs
La commune se trouve dans l'arrondissement de Douai du département du Nord.
Elle faisait partie depuis 1793 du canton de Marchiennes. Dans le cadre du redécoupage cantonal de 2014 en France, cette circonscription administrative territoriale a disparu, et le canton n'est plus qu'une circonscription électorale.

#### Rattachements électoraux
Pour les élections départementales, la commune fait partie depuis 2014 du canton de Sin-le-Noble.
Pour l'élection des députés, elle fait partie de la seizième circonscription du Nord.

### Intercommunalité
Somain  était membre de la  communauté de Communes de l'Est du Douaisis (CCED), un établissement public de coopération intercommunale (EPCI) à fiscalité propre créé fin 2000 et auquel la commune a transféré un certain nombre de ses compétences, dans les conditions déterminées par le code général des collectivités territoriales.
En 2006, cette intercommunalité prend le nom de communauté de communes Cœur d'Ostrevent puis, en 2025, se transforme en communauté d'agglomération sous la dénomination de communauté d'agglomération Cœur d'Ostrevent. La commune en est donc membre.

### Tendances politiques et résultats
Trois listes s'affrontent lors du premier tour des élections municipales de 1983 : la Liste de Gauche d'Union Démocratique soutenue par le parti communiste menée par le maire sortant Jean-Claude Quennesso, la liste d'union Somain d'abord soutenue par le Parti socialiste et la liste d'Union républicaine. Il y a 9 060 inscrits, 7 262 votants, 153 bulletins nuls et 7 109 suffrages exprimés. 
La première liste remporte l'élection avec 3 997 voix (56,22 %, 27 élus) ; la liste socialiste est seconde avec 1 946 voix (27,37 %, 4 élus) et la liste d'Union républicaine troisième avec 1 166 voix (16,40 %, 2 élus).
Trois listes s'affrontent lors du premier tour desInsérer ici un texte non formaté élections municipales de 1989 : la Liste de Gauche d'Union Démocratique soutenue par le Parti communiste français, conduite par le maire sortant Jean-Claude Quennesson ; la Liste de Rassemblement des Forces de Somain pour une gestion humaine démocratique et de solidarité présentée par le PS, les Rénovateurs Communistes, la Nouvelle Gauche et les Démocrates de Progrès, conduite par Albert Telle et Eugène Dutouquet ; En avant Somain, une liste de droite conduite par Hervé Cliche. On dénombre 8 674 inscrits, 6 517 votants, 206 bulletins nuls et 6 311 suffrages exprimés. 
Avec 3 739 voix soit 59,24 %, la liste du maire sortant est victorieuse et remporte vingt-sept sièges sur trente-trois. La liste socialiste a trois sièges avec 1 373 voix soit 21,76 %, ainsi pour la liste de droite qui recueille 1 199 voix soit 19 %. 
Lors du conseil municipal du 19 mars, Jean-Claude Quennesson est réélu maire pour son troisième mandat avec vingt-sept voix pour et six bulletins nuls, provenant des groupes socialistes et de droite.
Deux listes s'affrontent lors du premier tour des élections municipales de 1995 : La Liste d'Union de Gauche Démocratique soutenue par le PCF et le PS conduite par le maire sortant Jean-Claude Quennesson et la Liste Francine Cacheux et son équipe pour Somain... An 2000 soutenue par le Rassemblement pour la République. Il y a 8 517 inscrits, 6 148 votants, 264 votes nuls et 5 884 suffrages exprimés. 
La liste du maire sortant remporte l'élection avec 4 062 voix (69,04 %, , 28 conseillers municipaux élus) tandis que la liste de droite a 1 822 voix, soit 30,96 % (5 élus). 
Le premier conseil municipal a lieu le 18 juin, Jean-Claude Quennesson est réélu maire avec vingt-huit voix pour et cinq bulletins blancs.
Trois listes s'affrontent lors du premier tour des élections municipales de 2001 : la liste de gauche d'union démocratique soutenie par le PC, le PS et le Parti radical de gauche Ensemble avec vous pour Somain menée par le maire sortant Jean-Claude Quennesson, la liste Somain s'éveille par Jérôme Matuszewski et Déca 2001, l'imagin'action pour Somain une liste de gauche démocratique, écologique citoyenne et alternative conduite par Marjorie Dalto. Somain compte 8 718 inscrits, 5 628 votants, 319 bulletins nuls et 5 309 suffrages exprimés. 
La liste du maire sortant est élue dès le premier tour avec 3 569 voix, soit 67.23 % (28 élus). La liste Somain s'éveille recueille 1 190 voix soit 22,41 % (4 élus)  et la troisième liste 550 voix soit 10,36 % (1 élu). Le même jour, Jean-Jacques Candelier, communiste lui aussi, est réélu conseiller général du canton de Marchiennes dès le premier tour. 
Le conseil municipal se réunit le 18 mars et Jean-Claude Quennesson est réélu maire pour son cinquième mandat, avec vingt-huit voix pour.
Trois listes s'affrontent lors du premier tour des élections municipales de 2008. La liste d'union de la gauche conduite par Jean-Claude Quennesson obtient la majorité absolue des suffrages exprimés avec 3 946 voix (69,68 %) devançant très largement les listes menées respectivement par : 

- Jérôme Matuszewski (DVG, 902 voix, 15,93 %)

- Alain Zaffani (UMP), 802 voix, 14,39 % ).

On dénombre alors 9 115 inscrits, 35,51 % d'abstention, 3,66 % de bulletins blancs ou nuls. Alain Zaffani demeure conseiller municipal malgré les affaires judiciaires.
Lors du premier tour des élections municipales de 2014 dans le Nord, la liste PS-PCF-EELV menée par le maire Jean-Claude Quennesson sortant obtient la majorité absolue des suffrages exprimés, avec 2 802 voix (56,48 %, 26 conseillers municipaux élus dont 4 communautaires), devançant très largement celles menées respectivement par, : 

- Samuel Vanlichtervelde (UDI, 1 229 voix, 24,77 %, 4 conseillers municipaux élus) ; 

- Alain Zaffani (DVD, 930 voix, 18,74 %, 3 conseillers municipaux élus) ;  

Lors de ce scrutin, 40,83 % des électeurs se sont abstenus.
Peu après, Alain Zaffani perd sa place de conseiller municipal pour nj'avoir pas déposé ses comptes de campagne. Il rejoint alors le Front national et devient « président du Rassemblement Bleu Marine Somain »
Lors du second tour des élections municipales de 2020 dans le Nord, la liste d'union de la gauche (PCF-PS) menée par Julien Quennesson — qui avait succédé en 2015 à son père Jean-Claude Quennesson, démissionnaire — obtient la majorité des suffrages exprimés, avec 1 477 voix (48,53 %, 25 conseillers municipaux élus dont 7 communautaires), devançant largement celles menées respectivement par, : 

- Jérôme Matuszewsk (DVC, 1 061 voix, 34,86 %, 6 conseillers municipaux élus dont 2 communautaires) ; 

- Matthieu Marchio (RN, 505 voix, 16,59 %, 2 conseillers municipaux élus).

Lors de ce scrutin marqué par la pandémie de Covid-19 en France, 64,42 % des électeurs se sont abstenus.

### Liste des maires
| Période                                  | Période                       | Identité                   | Étiquette                            | Qualité |
| ---------------------------------------- | ----------------------------- | -------------------------- | ------------------------------------ | --- |
| Les données manquantes sont à compléter. |                               |                            |                                      | |
| 1790                                     | 1794                          | Jean-Baptiste Durieux      |                                      | |
| 1794                                     | septembre 1795                | Jean-Baptiste Helbecque    |                                      | |
| septembre 1795                           | janvier 1796                  | Jean-Baptiste Nef          |                                      | |
| janvier 1796                             | mars 1796                     | Michel Fourment            |                                      | |
| avril 1796                               | mars 1797                     | Jacques Laisnes            |                                      | |
| mars 1797                                | juillet 1800                  | Jean-Baptiste Tison        |                                      | |
| juillet 1800                             | octobre 1800                  | Pierre-Antoine Mio         |                                      | |
| octobre 1800                             | octobre 1802                  | Jacques Laisnes            |                                      | |
| novembre 1802                            | mars 1807                     | Antoine Charles Morelle    |                                      | Maire par intérim jusqu'en décembre 1802, puis nommé Mort en fonction |
| mars 1807                                | décembre 1831                 | Pacifique Morelle          |                                      | Maire par intérim jusqu'en mai 1807, puis nommé |
| décembre 1831                            | mars 1848                     | Jean-François Bottin       |                                      | |
| mars 1848                                | septembre 1865                | Pacifique Morelle II       |                                      | |
| septembre 1865                           | septembre 1870                | Jean-Baptiste Helbecque    |                                      | |
| septembre 1870                           | octobre 1870                  | Gustave Mio                |                                      | |
| janvier 1878                             | avril 1880                    | François Hippolyte Bourlet |                                      | |
| avril 1880                               | mai 1884                      | Pacifique Morelle III      |                                      | |
| mai 1884                                 | mai 1892                      | Charles Helbecque          |                                      | Conseiller d'arrondissement de Marchiennes (1883 → ? ) |
| mai 1892                                 | années 1910                   | Gustave Pennequin          |                                      | Conseiller d'arrondissement de Marchiennes (1895 → 1901 ) |
| 1912                                     | octobre 1939                  | Victor Brachelet,          | SFIO puis PCF (1920) puis DVG (1939) | Négociant en vins Conseiller d'arrondissement de Marchiennes (1913 → 1925) Conseiller général de Marchiennes (1932 → 1940) Municipalité suspendue par le Gouvernement Daladier à la suite de la signature du Pacte germano-soviétique |
| octobre 1939                             | 1945                          | Émile Lavier               |                                      | Président des cheminots retraités Nommé président de la délégation spéciale par le Gouvernement Daladier puis maire en 1941 par le Gouvernement de Vichy,                                                                             |
| 1945                                     | 1947                          | Eugène Dutouquet           | PCF                                  | |
| 1947                                     | 1952                          | Victor Brachelet,          | SFIO                                 | Négociant en vins, résistant |
| 1952                                     | 1964                          | Achille Fleury             | SFIO                                 | Cheminot, syndicaliste |
| 1964                                     | mars 1977                     | Marc Demilly               | SFIO puis PS                         | |
| mars 1977                                | avril 2015                    | Jean-Claude Quennesson     | PCF                                  | Conseiller général de Marchiennes (2008 → 2015) Démissionnaire |
| mai 2015                                 | En cours (au 3 décembre 2024) | Julien Quennesson          | PCF                                  | Aide-soignant Fils de Jean-Claude Quennesson Réélu pour le mandat 2020-2026 |

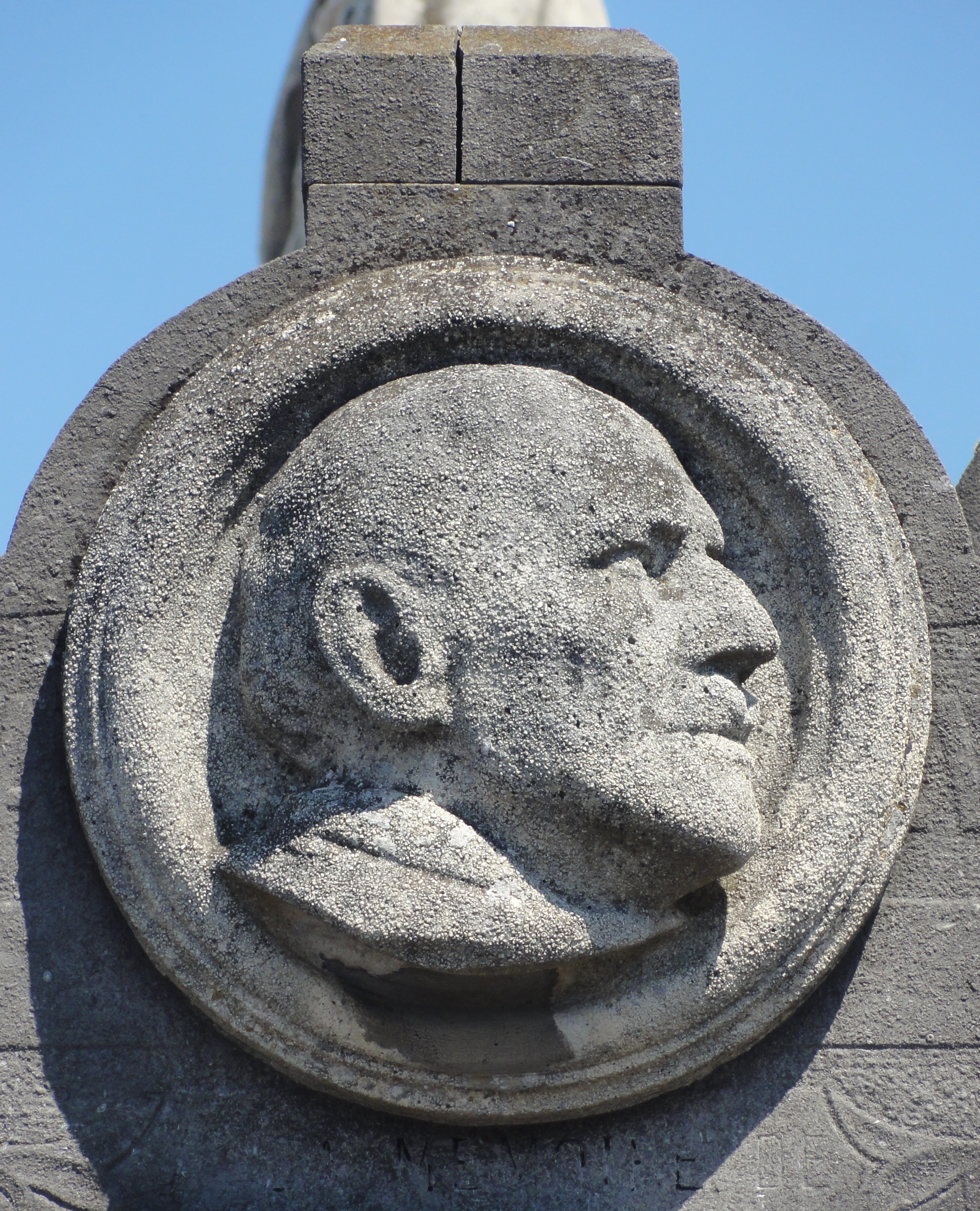
Médaillon représentant Victor Brachelet, sur sa tombe.
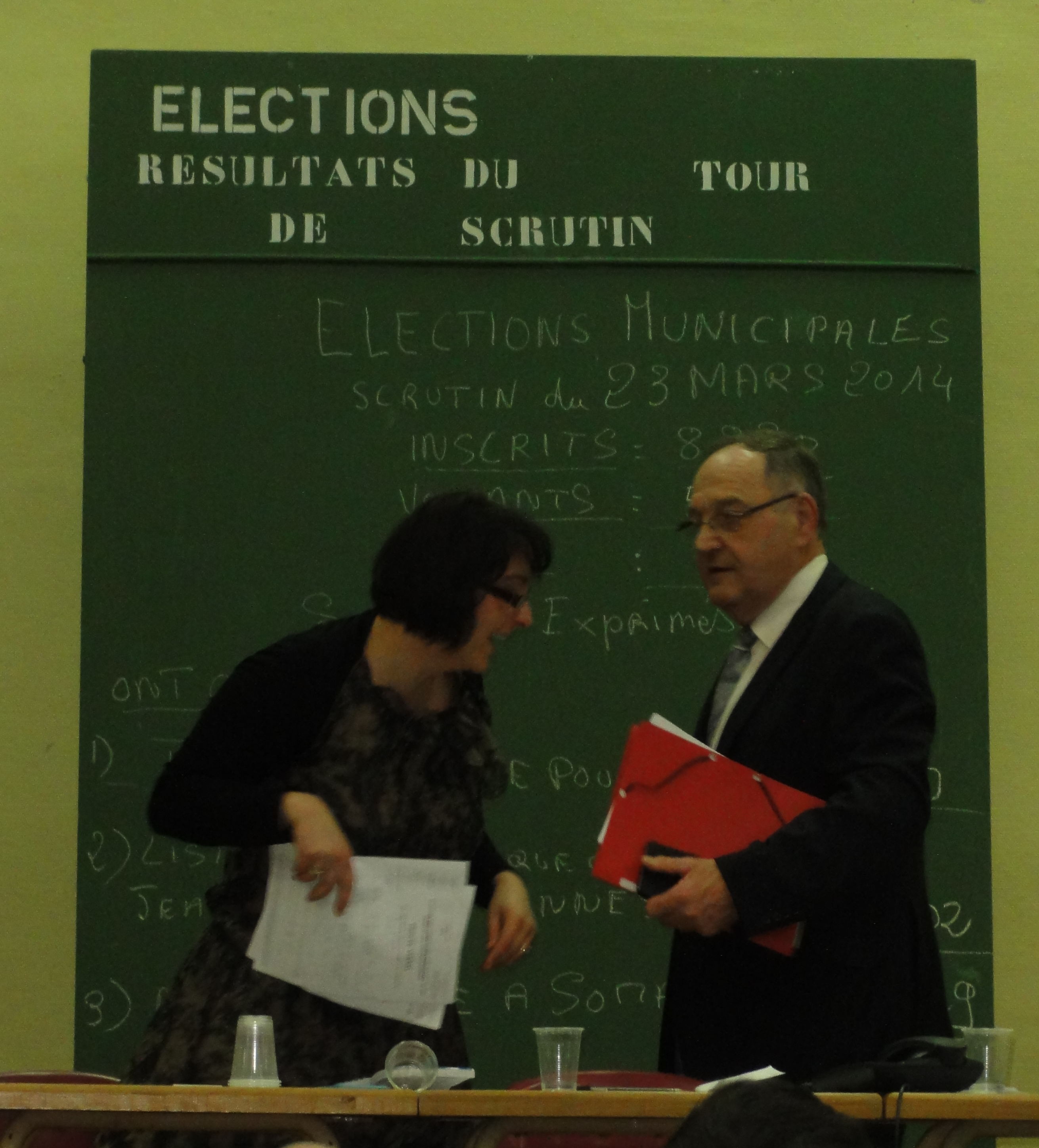
Jean-Claude Quennesson en mars 2014.
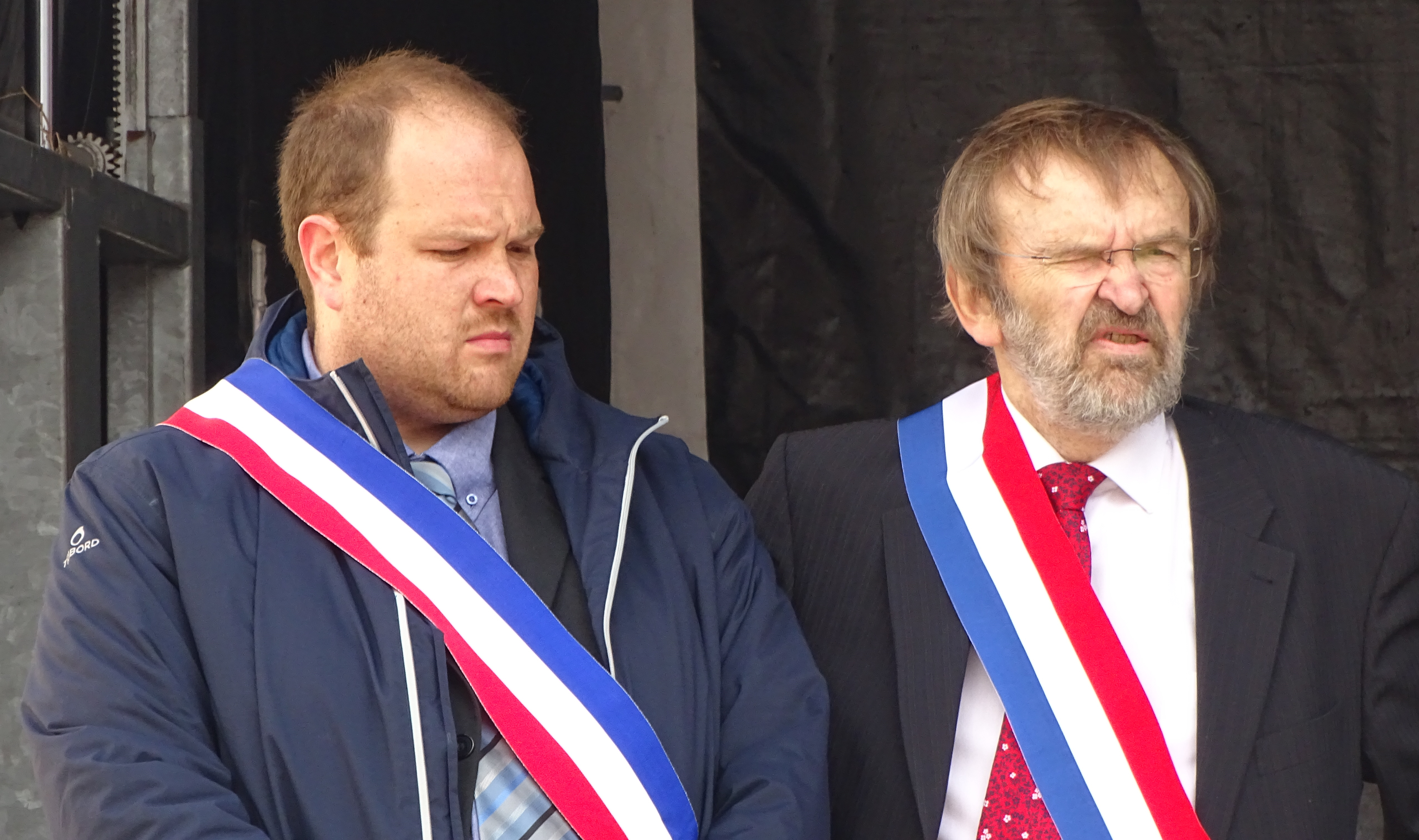
Julien Quennesson en compagnie de Jean-Jacques Candelier.

### Espaces publics

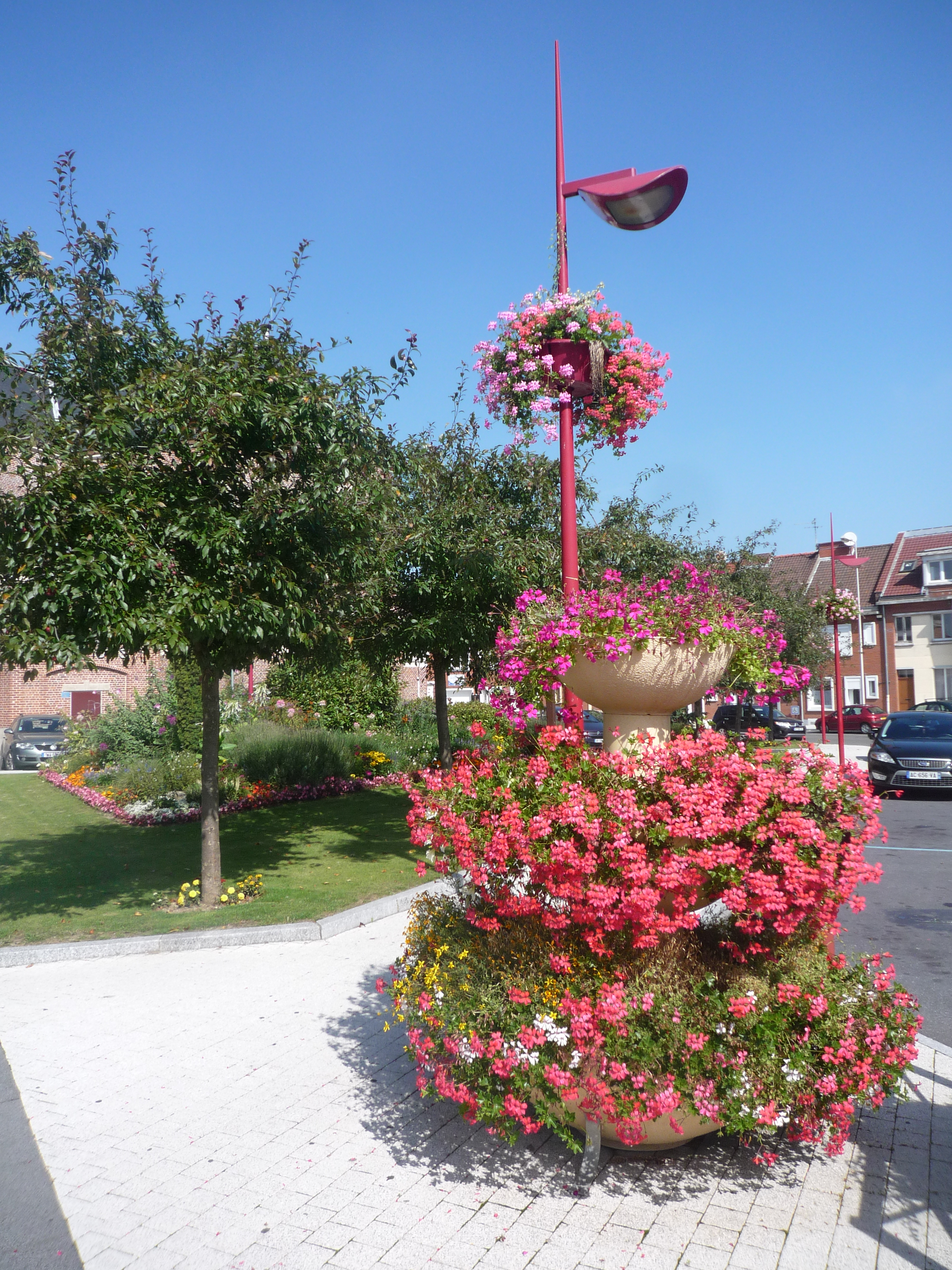
Fleurissement de la ville

### Jumelages
| Ville | Ville            | Pays | Pays      | Période     |
| ----- | ---------------- | ---- | --------- | ----------- |
|       | Castel del Monte |      | Italie    | depuis 1987 |
|       | Roßlau (en)      |      | Allemagne | depuis 1976 |

## Équipements et services publics

### Enseignement

#### Écoles maternelles
- École maternelle Elsa-Triolet, à De Sessevalle.
- École maternelle Paul-Éluard, au centre-ville.
- École maternelle Anselme-Lesage, à Villers-Campeau.
- École maternelle Paul-Bert, à la cité des Cheminots.

#### Écoles primaires
- École primaire Louis-Aragon, à De Sessevalle.
- École primaire Marie-Curie, au centre-ville.
- École primaire Désiré-Chevalier, à Villers-Campeau.
- École primaire Henri-Barbusse, à la cité des Cheminots.

#### Collèges
- Collège Victor-Hugo, au centre-ville.
- Collège Louis-Pasteur, près de la cité des cheminots.

#### Lycées
- Lycée général et technologique Louis-Pasteur, près de la cité des Cheminots.
- Lycée privé Hélène-Boucher, à De Sessevalle.

Le regroupement des écoles privées Sainte-Anne, Sainte Odile (Abscon), Saint-Joseph (Aniche) sur une nouvelle implantation au sud de Somain au lieu-dit des 4 chemins prend le nom de l'Institution Notre-Dame de la Renaissance, auquel se joint le lycée Hélène-Boucher en avril 2024.

### Equipements sportifs

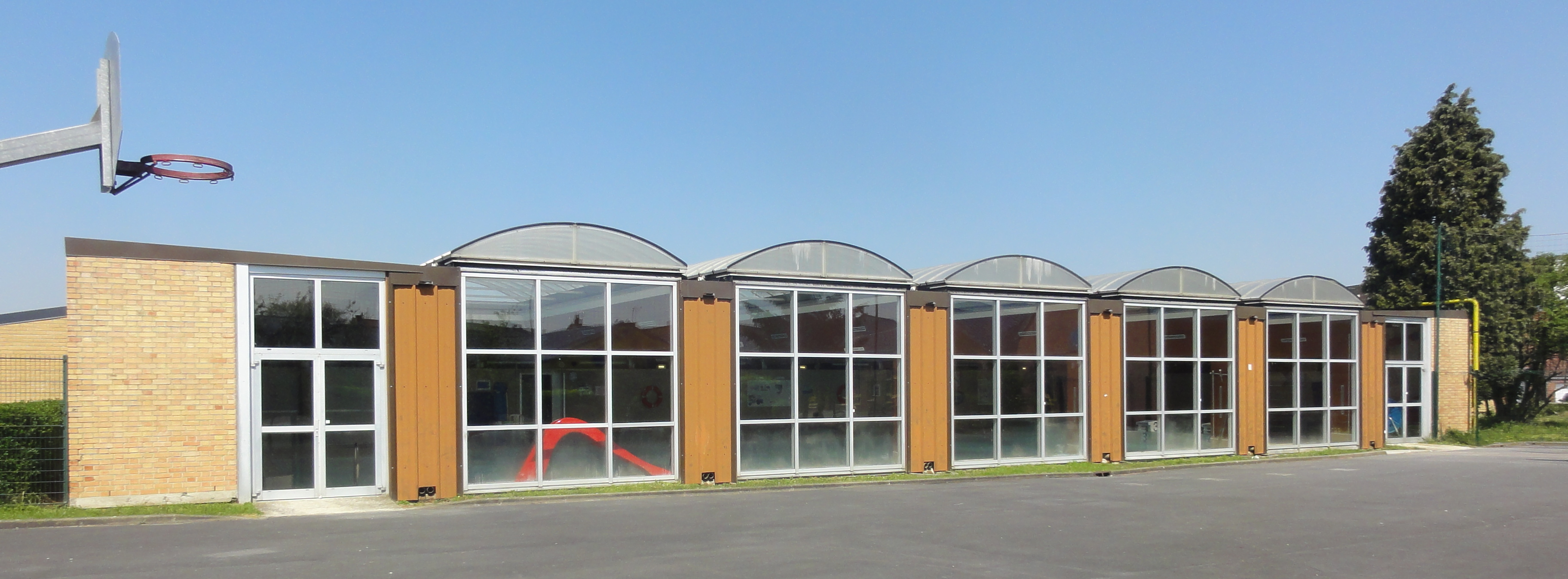
La piscine.

### Santé
- Le centre Hospitalier de Somain, créé à l'initiative de Victor Brachelet, maire de Somain et conçu par l'architecte Gaston Trannoy, l'« Hospice, Hôpital, Maternité » a été inauguré en 1935 par le ministre de la santé, Bernard Chenot. Après l'invasion allemande en mai 1940, de nombreuses interventions chirurgicales y ont été pratiquées dans des conditions très difficiles grâce au Dr François Bratek-Kozłowski, un chirurgien polonais, qui avait été assistant du prof. Carlos Lepoutre à la Clinique Saint-Camille à Lille (Faculté Lib,;[95].
- Institut Ophtalmique de Somain, une clinique ophtalmologique fondée en 1873 par le Docteur Henri-Narcisse Dransart

## Population et société

### Démographie

#### Évolution démographique
L'évolution du nombre d'habitants est connue à travers les recensements de la population effectués dans la commune depuis 1793. Pour les communes de plus de 10 000 habitants les recensements ont lieu chaque année à la suite d'une enquête par sondage auprès d'un échantillon d'adresses représentant 8 % de leurs logements, contrairement aux autres communes qui ont un recensement réel tous les cinq ans,.

En 2022, la commune comptait 11 902 habitants, en évolution de −4,69 % par rapport à 2016 (Nord : +0,51 %, France hors Mayotte : +2,11 %).
| 1793  | 1800  | 1806  | 1821  | 1831  | 1836  | 1841  | 1846  | 1851  |
| ----- | ----- | ----- | ----- | ----- | ----- | ----- | ----- | ----- |
| 2 233 | 2 239 | 2 387 | 2 274 | 2 452 | 2 535 | 2 544 | 2 836 | 3 065 |

| 1856  | 1861  | 1866  | 1872  | 1876  | 1881  | 1886  | 1891  | 1896  |
| ----- | ----- | ----- | ----- | ----- | ----- | ----- | ----- | ----- |
| 3 386 | 3 650 | 3 835 | 4 221 | 5 110 | 5 590 | 5 796 | 6 043 | 6 042 |

| 1901  | 1906  | 1911  | 1921  | 1926   | 1931   | 1936   | 1946   | 1954   |
| ----- | ----- | ----- | ----- | ------ | ------ | ------ | ------ | ------ |
| 6 093 | 6 545 | 9 048 | 8 641 | 11 058 | 11 577 | 10 511 | 10 764 | 13 643 |

| 1962   | 1968   | 1975   | 1982   | 1990   | 1999   | 2006   | 2011   | 2016   |
| ------ | ------ | ------ | ------ | ------ | ------ | ------ | ------ | ------ |
| 15 228 | 15 261 | 14 096 | 12 620 | 11 971 | 12 013 | 12 094 | 12 462 | 12 488 |

| 2021   | 2022   | - | - | - | - | - | - | - |
| ------ | ------ | - | - | - | - | - | - | - |
| 11 790 | 11 902 | - | - | - | - | - | - | - |

On dénombre 1 531 habitants à Somain en 1531.

#### Pyramide des âges
La population de la commune est relativement jeune.
En 2018, le taux de personnes d'un âge inférieur à 30 ans s'élève à 38,0 %, soit en dessous de la moyenne départementale (39,5 %). À l'inverse, le taux de personnes d'âge supérieur à 60 ans est de 24,8 % la même année, alors qu'il est de 22,5 % au niveau départemental.
En 2018, la commune comptait 5 827 hommes pour 6 386 femmes, soit un taux de 52,29 % de femmes, légèrement supérieur au taux départemental (51,77 %).
Les pyramides des âges de la commune et du département s'établissent comme suit.
| Hommes | Classe d’âge | Femmes |
| ------ | ------------ | ------ |
| 0,4    | 90 ou +      | 1,5    |
| 5,9    | 75-89 ans    | 10,6   |
| 14,7   | 60-74 ans    | 16,1   |
| 19,8   | 45-59 ans    | 18,3   |
| 17,9   | 30-44 ans    | 18,5   |
| 18,3   | 15-29 ans    | 17,4   |
| 22,8   | 0-14 ans     | 17,7   |

| Hommes | Classe d’âge | Femmes |
| ------ | ------------ | ------ |
| 0,5    | 90 ou +      | 1,4    |
| 5,3    | 75-89 ans    | 8,1    |
| 14,8   | 60-74 ans    | 16,2   |
| 19,1   | 45-59 ans    | 18,4   |
| 19,5   | 30-44 ans    | 18,7   |
| 20,7   | 15-29 ans    | 19,1   |
| 20,2   | 0-14 ans     | 18     |

### Sports et loisirs
Le Paris-Somain est une compétition cycliste, qui a été organisée par Alphonse Dhinaut.
Une salle des arts martiaux est construite en 1988 dans le complexe sportif situé rue Fernand derrière la piscine construite quant à elle en 1976. Il a existé une autre piscine à Somain dans la cité des cheminots, propriété de la SNCF, celle-ci, de plein air, cesse de fonctionner en 1985 puis est détruite. Dans les années 2000, des habitations ainsi que la rue Émile-Decaudain (du nom d'un ancien conseiller municipal) sont bâtis sur son emprise.

### Vie associative
L'association des Amis du Vieux Somain est créée en 1960.

## Économie

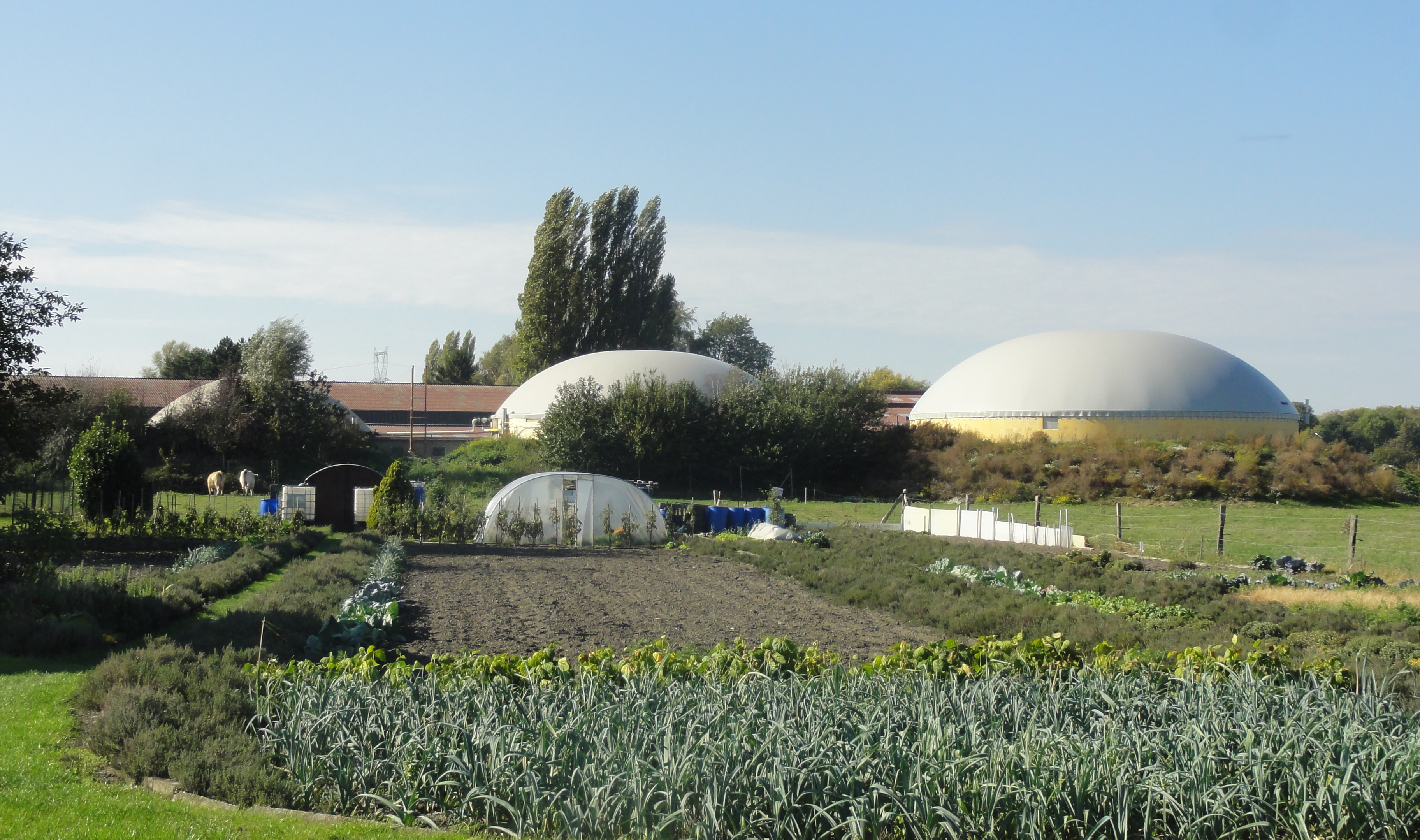
L'unité de méthanisation de la ferme Sockeel.

Le marché hebdomadaire, qui se tenait alors sur la place de la mairie dite place Jean-Jaurès, est transféré en 1965 sur la place du Maraiscaux dite place Victor-Hugo dans le but de faciliter la circulation automobile.

## Culture locale et patrimoine

### Lieux et monuments
La ville compte plusieurs monuments historiques : 
- Le château de Villers-Campeau et son parc  Inscrit MH (2016)[105], dû à la famille Rémy de Campeau. Le corps de bâtiment du  château date du XVIIIe siècle et a bénéficié d'importantes transformations au XIXe siècle, mais le réseau hydraulique est antérieur au XVIIe siècle. Le parc comprend également des éléments d'agrément, avec son pavillon mauresque, sa colonne, ses ponts, et sa glacière.
- L'abbaye de Beaurepaire  Inscrite MH (1975)[106] dans le quartier de De Sessevalle.
- L'ancienne motte castrale et ses fossés  Inscrit MH (1978)[107], au Bois de Villers.

On peut égakement signaler : 
- La mairie de Somain.
- La gare de Somain.
- L'église Saint-Michel.
- La chapelle Notre-Dame-de-Consolation].
- La brasserie Laden Wallez, dont l'atelier de fabrication aurait été créé à la fin du XIXe siècle et le logement patronal, conçu  par l'architecte douaisien Henri Sirot, de 1906.
En 1927 la production de bière était de 20 000 hectolitres et la brasserie ne fonctionnait qu'à la vapeur. Le logement patronal est devenu un restaurant[108]
- Les verreries de Somain.
- La chapelle Sainte-Barbe, aménagée dans l'ancienne salle de patronage sous la maîtrise d'ouvrage de l'association diocésaine de Cambrai, grâce à la participation de l'archevêché, de la commune et des souscriptions, à la suite de la démolition de l'église Notre-Dame-des-Orages, propriété des Houillères, qui avait été détruite en 1983[109]
- Les grapperies Lesur.
- Les usines de La Renaissance.

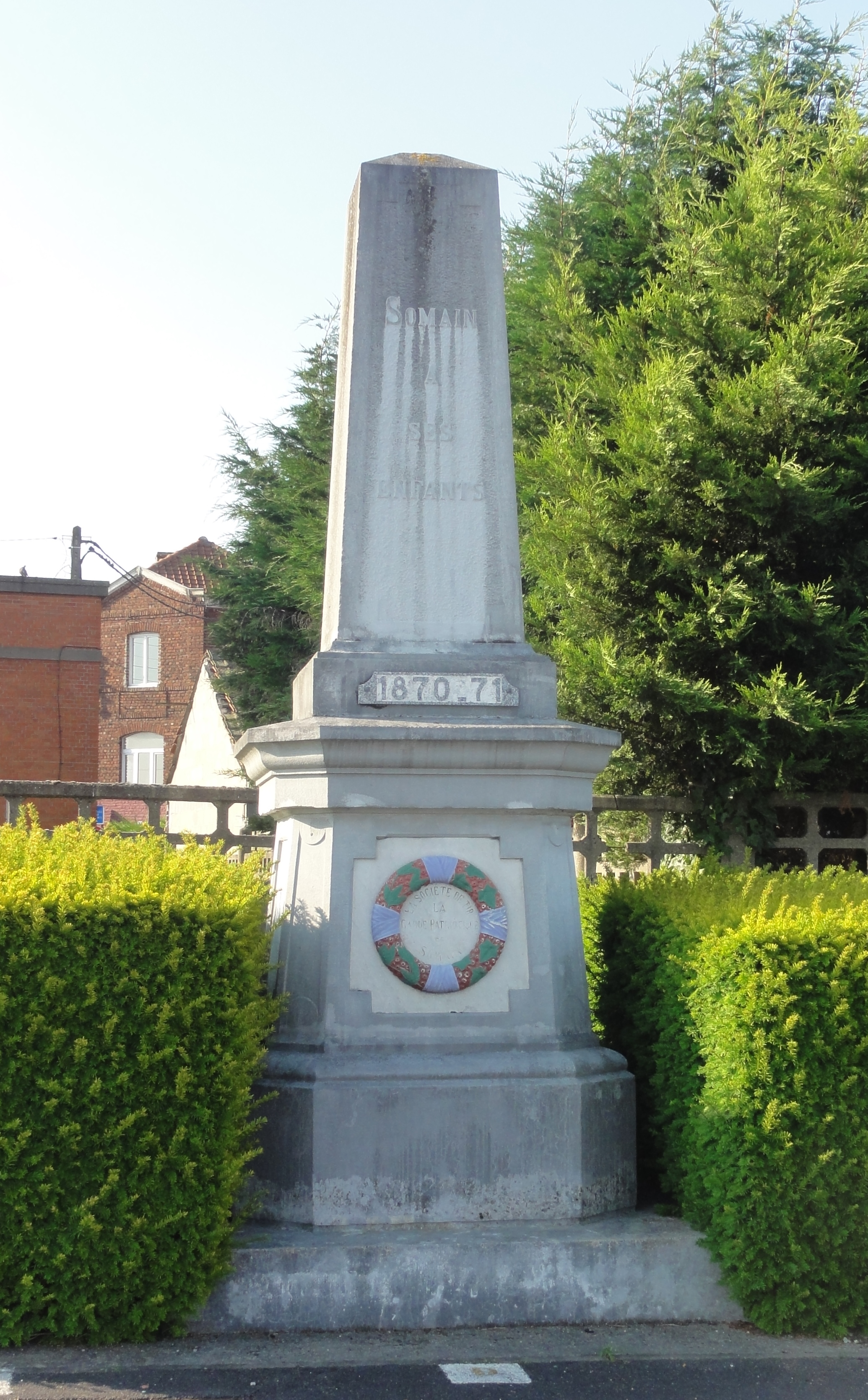
Le monument aux morts de la guerre de 1870.
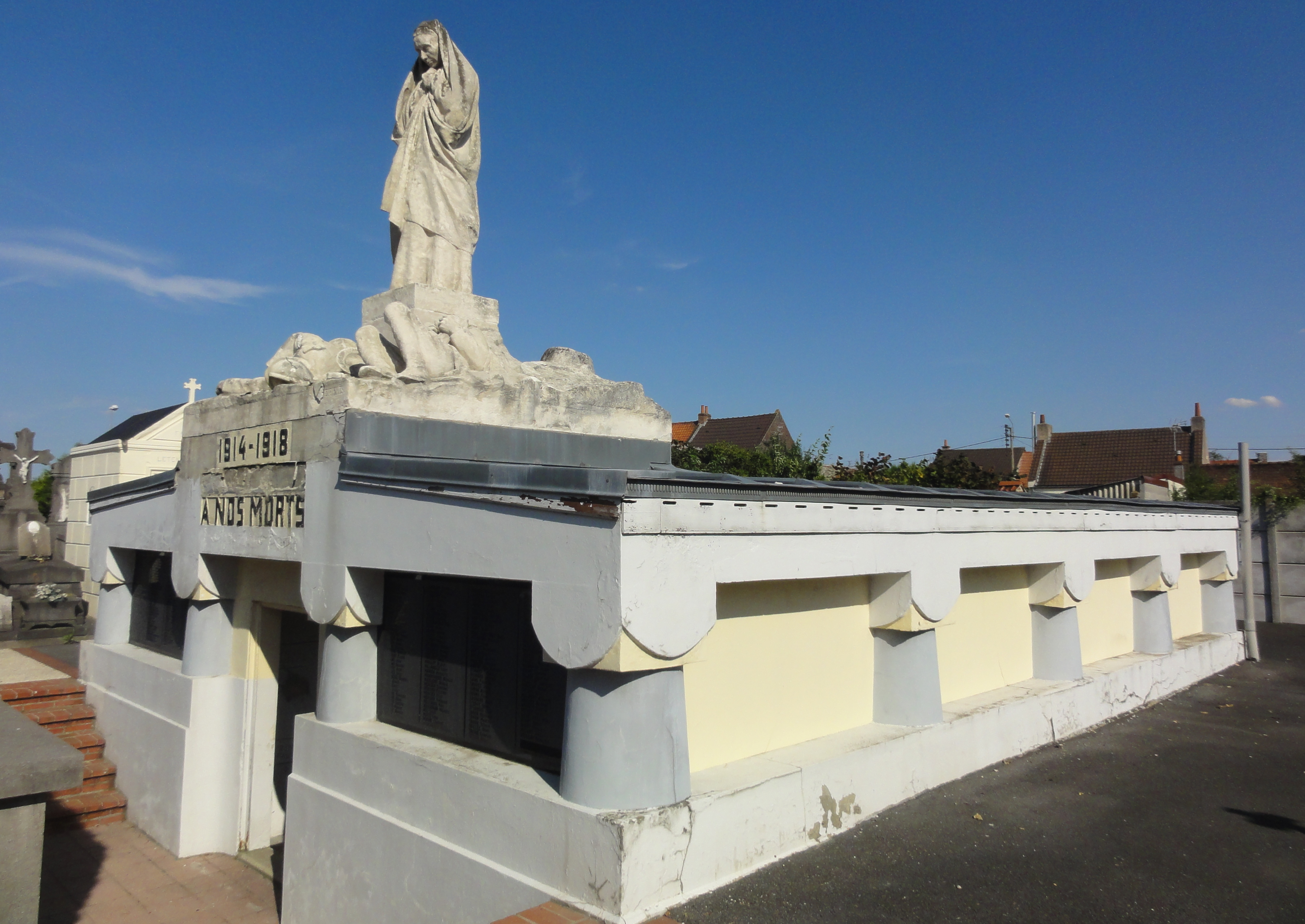
Le monument aux morts de la Première Guerre mondiale.
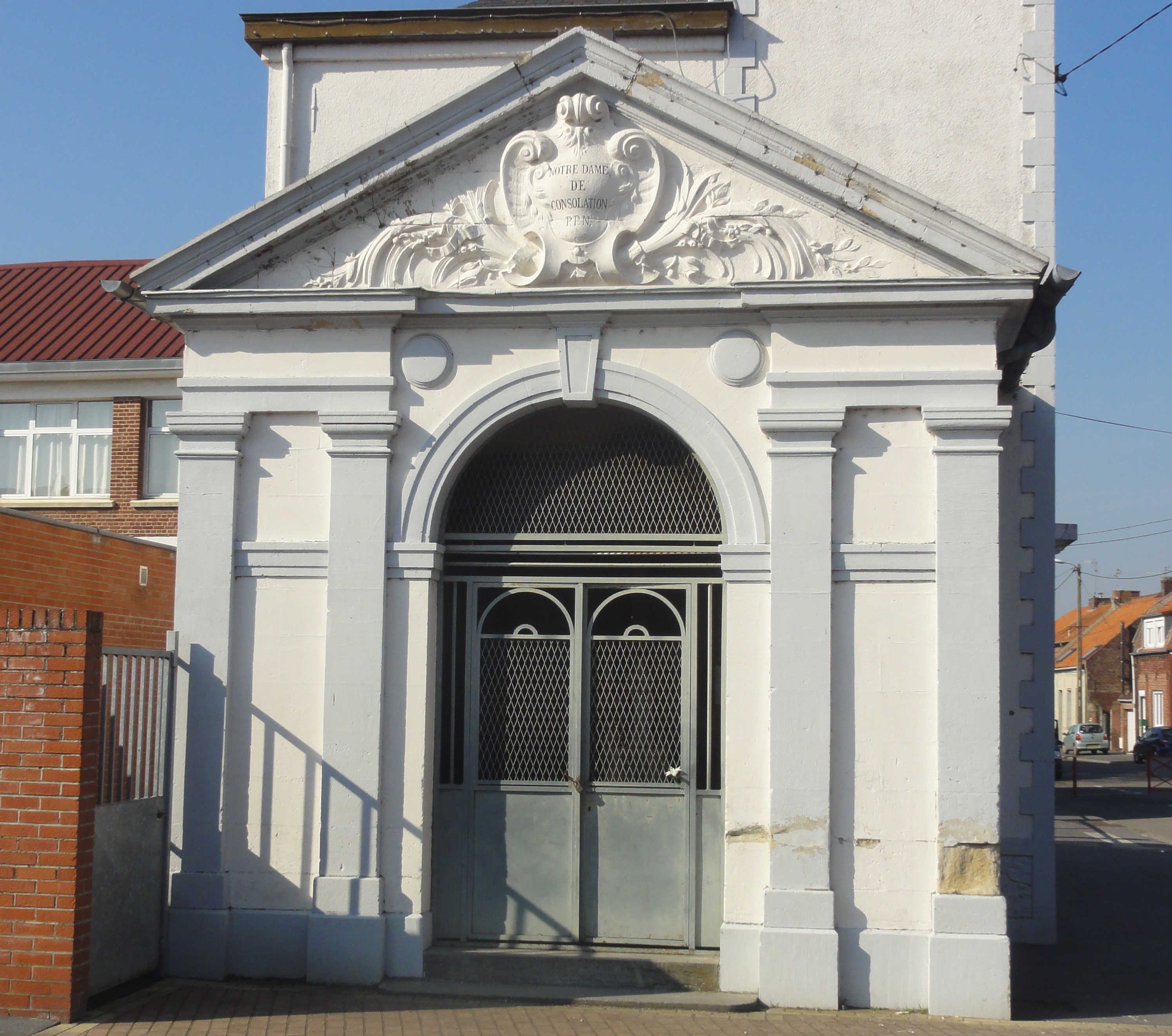
La chapelle Notre-Dame-de-Consolation.
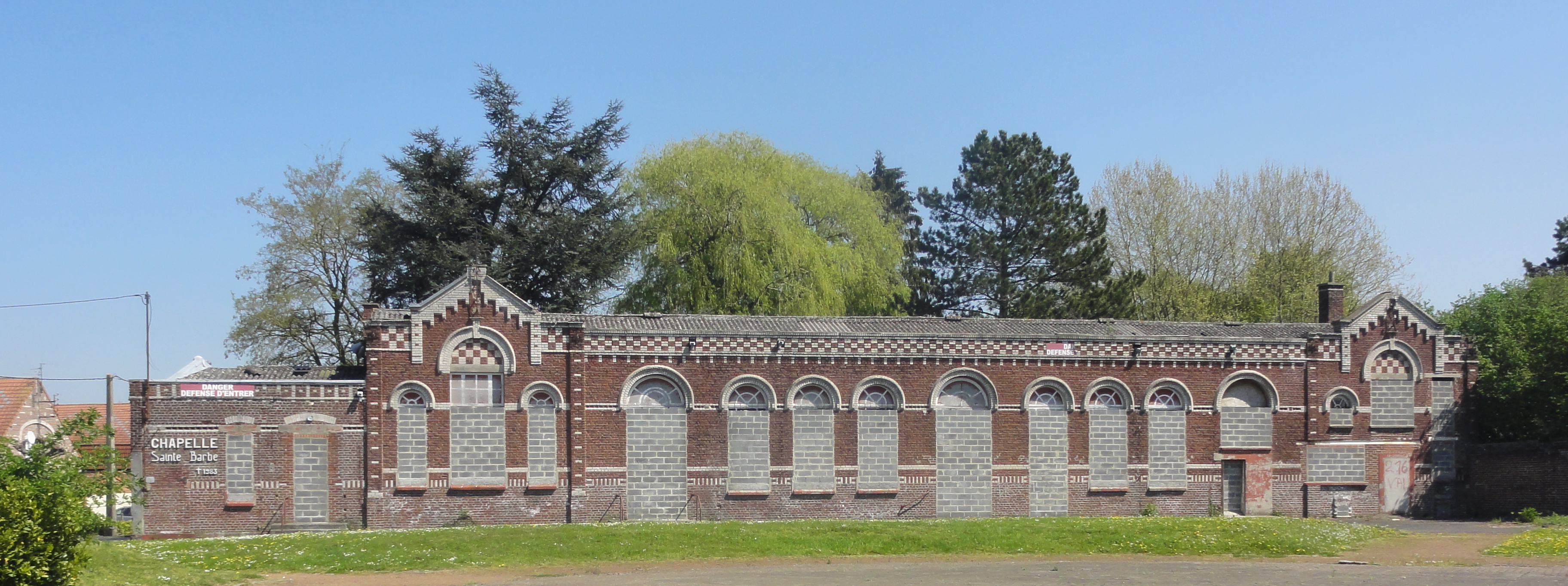
La chapelle Sainte-Barbe.
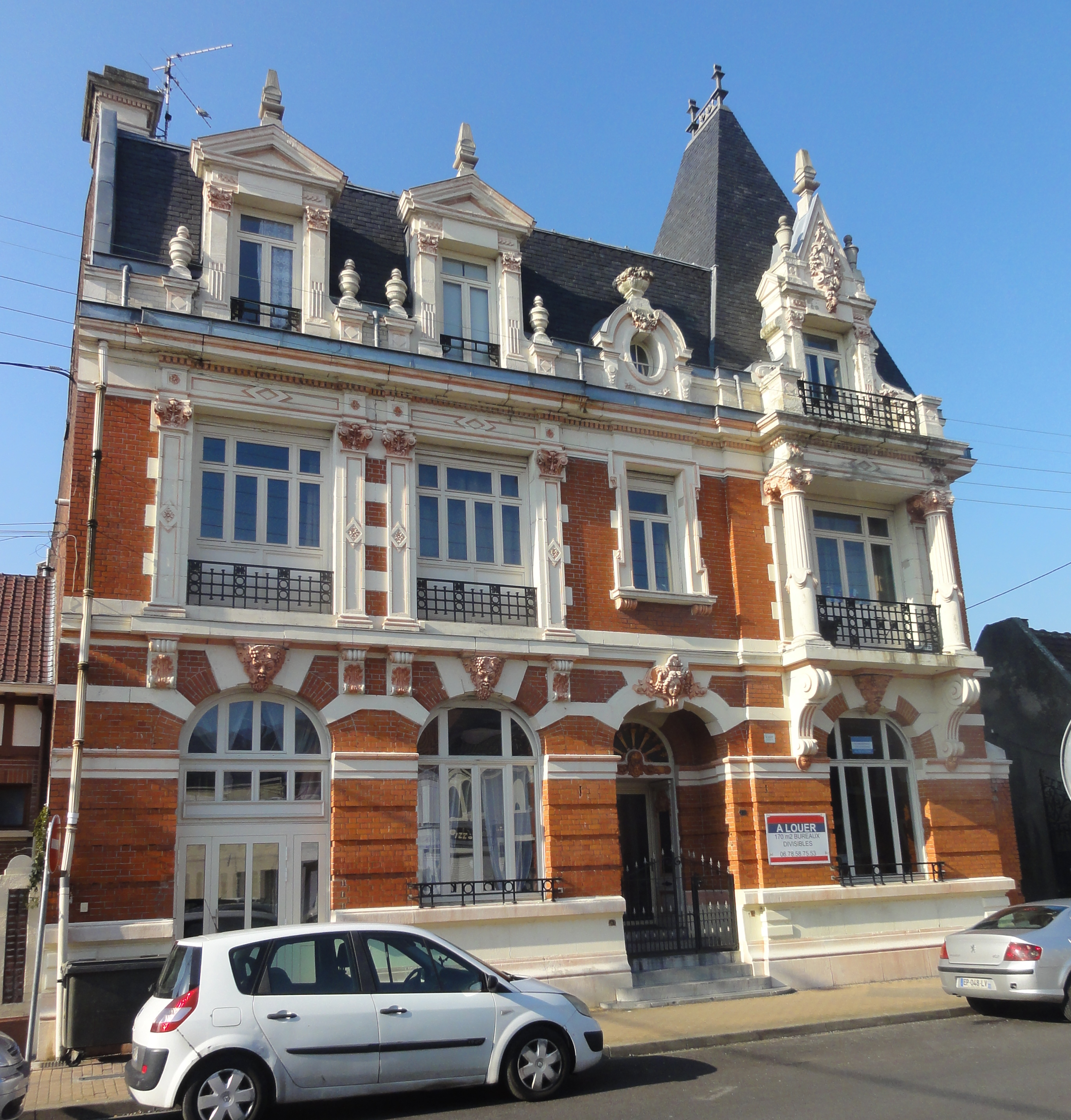
Le logement de la brasserie Laden-Wallez.

### Personnalités liées à la commune
- Henri Narcisse Dransart (1848-1930), docteur en ophtalmologie fondateur de l'institut ophtalmique de Somain.
- Victor Brachelet (1883 - 1953), militant communiste, adhérent et soutenu par la SFIO et ancien maire de la commune.
- Emmanuel Broutin (1826 - 1883), maître d'armes émigré en Espagne.
- Émile Morelle né le 6 décembre 1900 à Somain, champion de France de boxe mi-lourd en 1923 au vélodrome d'Hiver par disqualification du Sénégalais Battling Siki. Battling Siki était devenu l'année précédente champion du monde lors d'un match à l'arbitrage contesté avec Georges Carpentier. Émile Morelle a vécu à Aniche, cité Archevêque[110],[111],[112].
- Jean Ève (1900-1968), peintre, né à Somain ; une rue porte son nom.
- Joss Baselli (1926 - 1982), accordéoniste qui a composé des musiques de chansons pour Marie Laforêt, etc.
- Daniel Mio (1941-2021), homme politique français.
- Hervé Théry, géographe, né à Somain en 1951.
- Christophe Cheval, né le 25 février 1971 à Somain, champion d'Europe d'athlétisme du 4×200.
- Michel Sanchez, né le 1er juillet 1957 à Somain, membre du groupe Deep Forest avec Éric Mouquet.
- Valérie Bonneton, née le 4 avril 1970 à Somain, actrice française.
- Karim Chakim, né le 24 février 1976 à Somain, boxeur français évoluant en catégorie poids super-plumes. Sous les couleurs du BC Wasquehal, il remporte la Coupe de la ligue (2004), le championnat Intercontinental IBF (2006), le championnat de France à six reprises (2007 à 2010) et le championnat de l'Union Européenne EBU-BU (2010).
- Jérémy Sopalski, né le 6 février 1981 à Somain, footballeur professionnel au Paris FC (national), champion d'Europe des moins de 19 ans en 2000. Il est gardien de but.

### Folklore
Somain a pour géants la princesse Gisèle, Jean le Messager, Don Bosco, et Rémy l'Archer.
La décision de construire la géante Gisèle date de 1977 via la municipalité de Somain et l'association des Amis du Vieux Somain. Elle mesure alors 5,95 mètres dans sa première version et sort pour la première fois lors du jeudi de l'Ascension du 20 mai 1978, à l'occasion du carnaval relancé par le maire Jean-Claude Quennesson. Elle est construite par les élèves et les professeurs du collège Victor-Hugo, dont Mme Pamart. Gisèle est reconstruite de 1999 à 2000 pour sa seconde version, où elle conserve la même hauteur. Une troisième version voit le jour en 2010 où Gisèle est reconstruite puis placée sur un char électrique. La vannerie est effectue par l'artiste leforestoise Isabelle Bréant et le visage par l'artiste plasticienne Catherine Lamarque. La géante mesure désormais 4,50 mètres.
Kévin Danjou créé le géant Don Bosco qui effectue sa première sortie en septembre 2016. Celui-ci, à l'effigie de Jean Bosco, représente la paroisse Saint-Jean-Bosco-en-Ostrevant, dont fait notamment partie Somain. La structure rompt en décembre 2017 à la suite d'une chute, mais Kévin conserve la tête du géant, et a pour projet à partir de 2021 de procéder à la reconstruction de Don Bosco.
Alors âgé de vingt ans, Kévin Danjou a ensuite créé le 25 février 2018 dans son garage Jean le Messager, haut de 2,85 mètres. À cette occasion, il crée à la même date une association qu'il préside : le Comité de Jean le Messager. Ce géant représente les porteurs de courriers. Une seconde version, avec notamment un visage renouvelé, est en préparation au cours de l'été 2021.
Le 13 mai 2023 est dévoilé Rémy l'Archer, qui est ensuite baptisé par Julien Quennesson, il est parrainé par Jean le Messager et Gisèle.

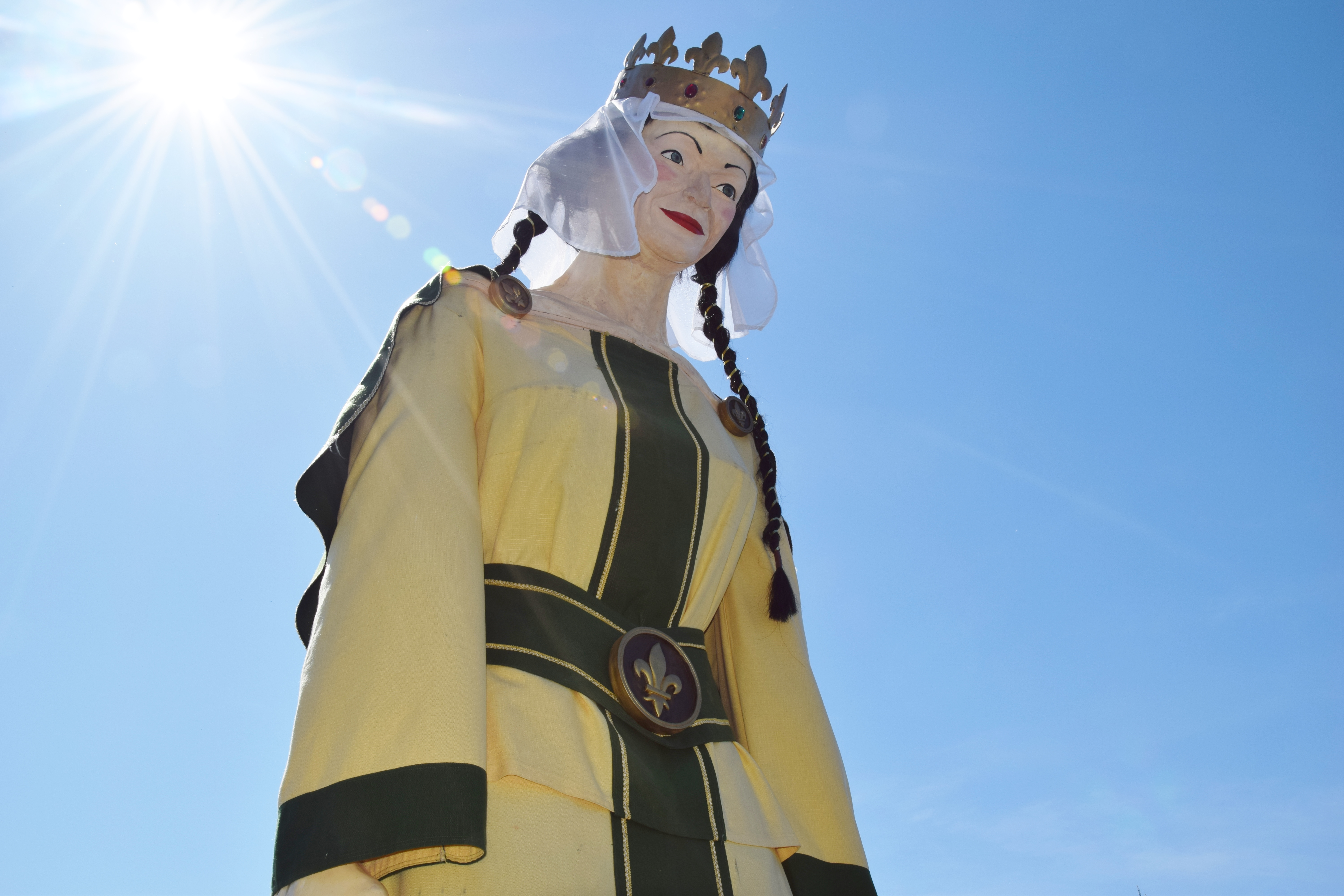
Gisèle, dans sa troisième version.
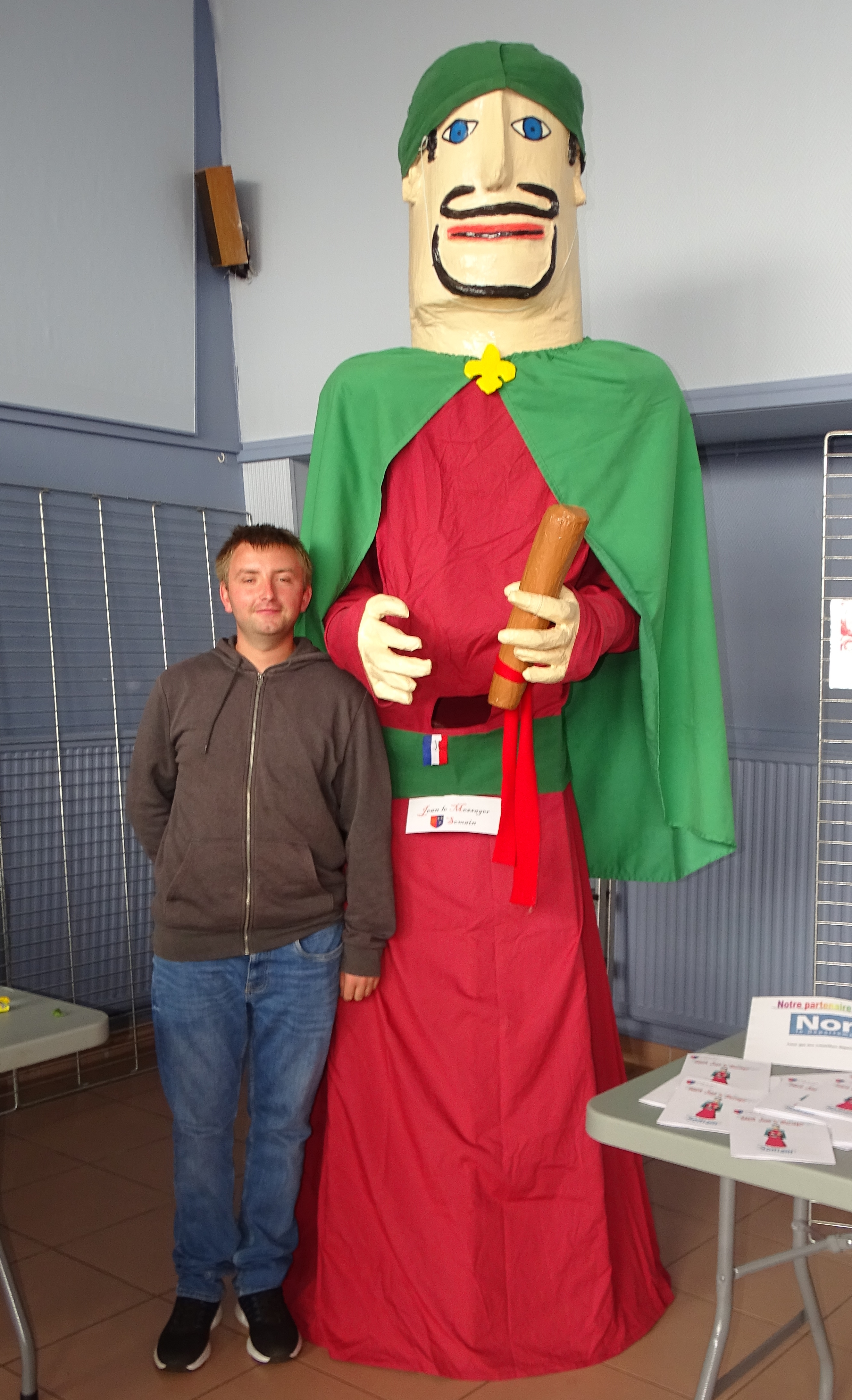
Jean le Messager dans sa première version, avec Kévin Danjou.
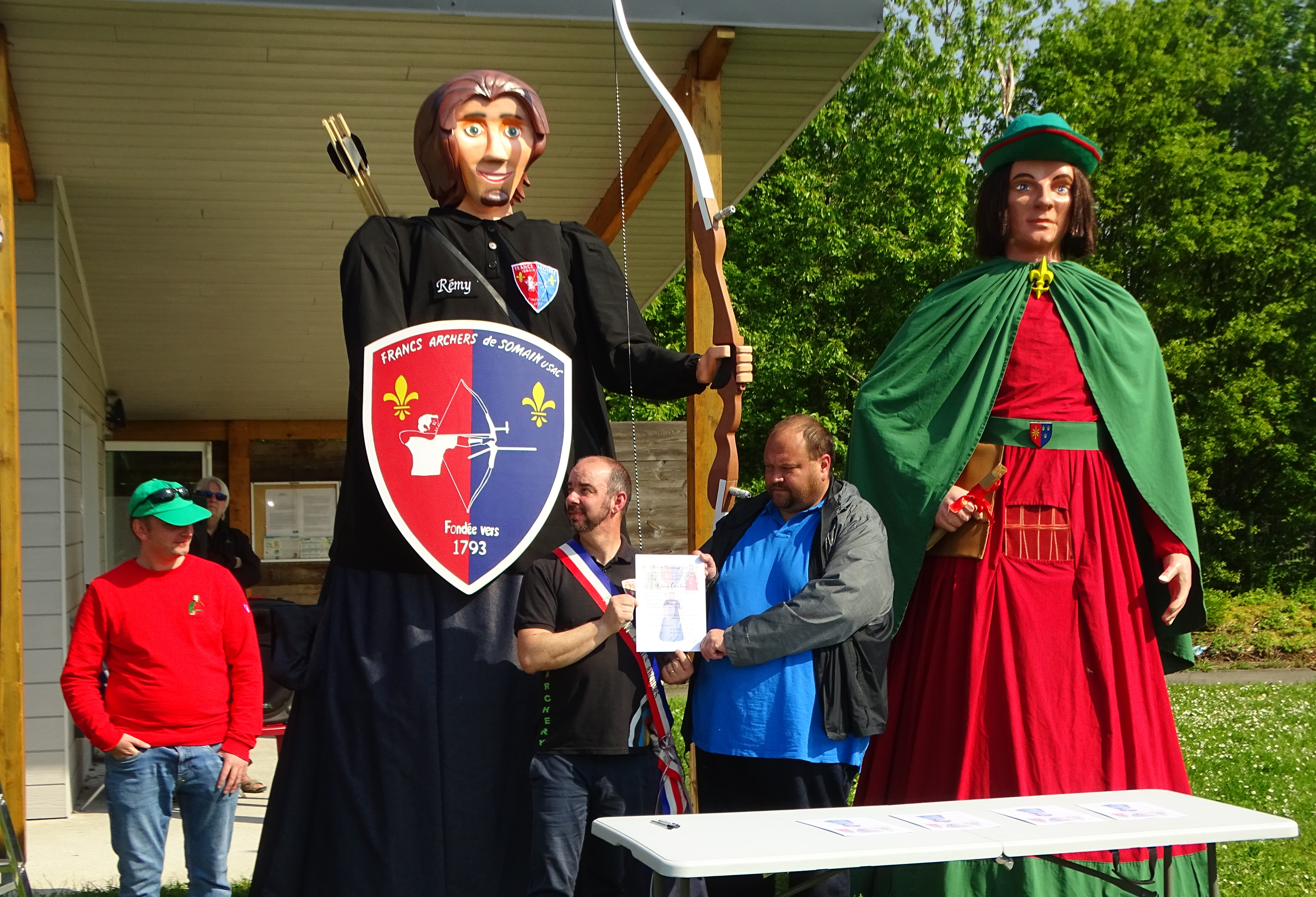
Rémy l'Archer (à gauche) et son parrain géant Jean le Messager dans sa deuxième version (à droite).

### Bibliographie

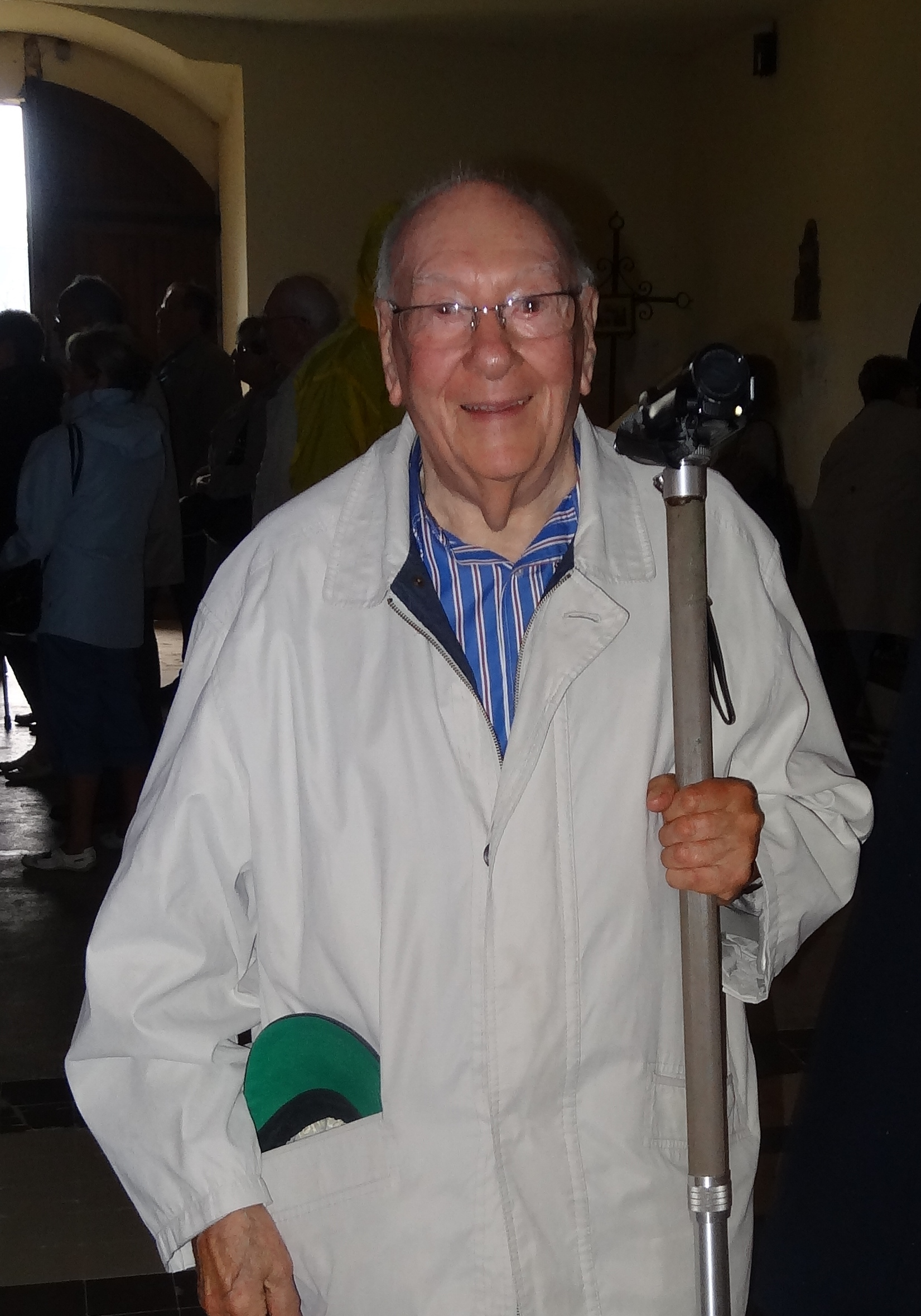
Victor Gobert en août 2013.

### Héraldique
| Blason de Somain | Blason  | Parti : au 1, de gueules à une escarboucle d'or, percée d'azur ; au 2, d'azur à trois fleurs de lis d'or. |
| Blason de Somain | Détails | Le statut officiel du blason reste à déterminer.                                                          |

| Blason de Villers-Campeau | Blason  | Burelé d'argent et d'azur de douze pièces.       |
| Blason de Villers-Campeau | Détails | Le statut officiel du blason reste à déterminer. |

## Pour approfondir